# Bairisch

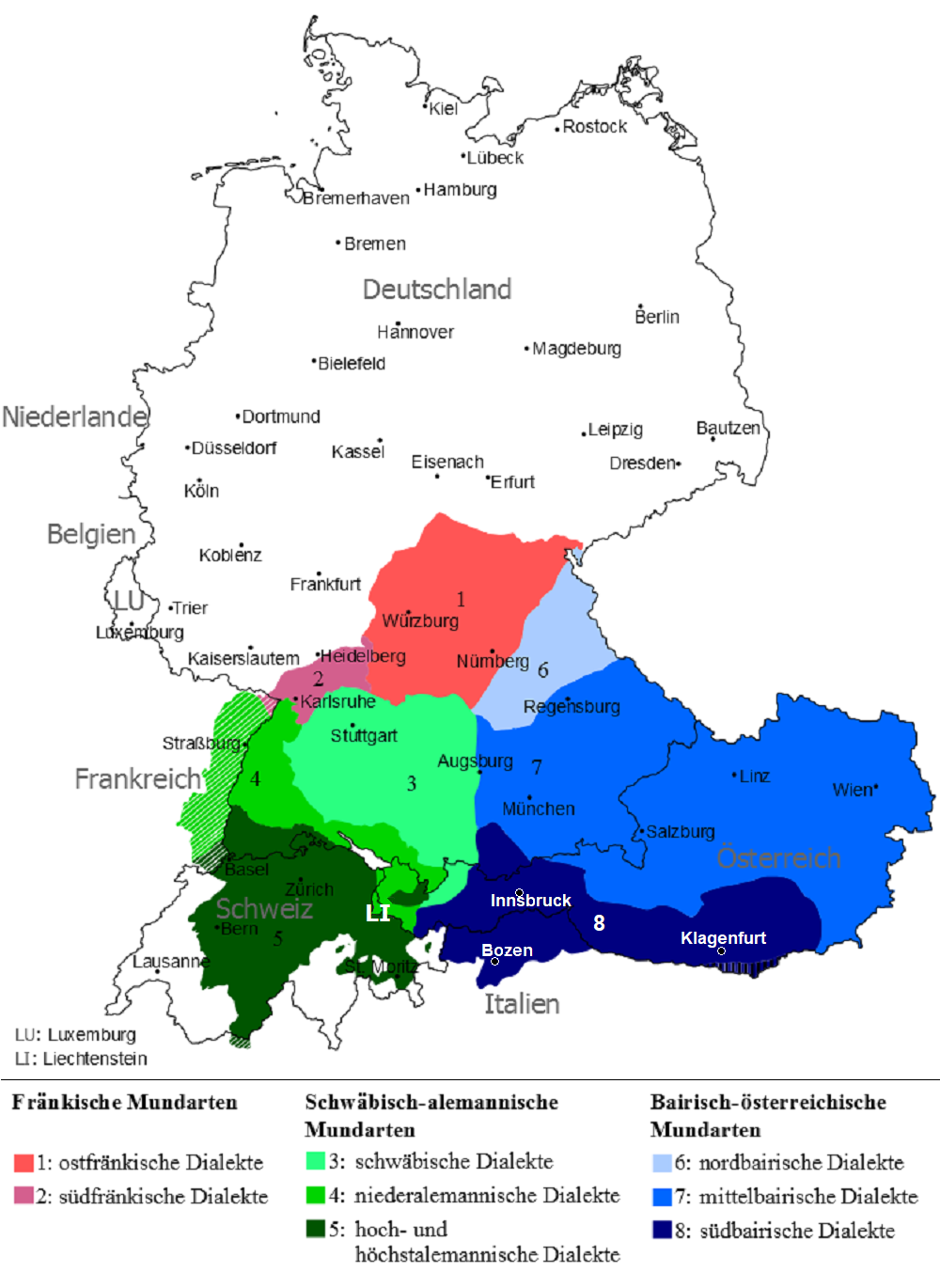
Oberdeutscher Sprachraum nach 1945: blau: Bairisch-österreichische Dialekte

Als Bairisch, oft auch Bairisch-Österreichisch (in Bayern Boarisch oder Bairisch; in Österreich nach Orten und Regionen benannt, z. B. Weanarisch in Wien oder Steirisch in der Steiermark; in Südtirol Südtirolerisch), wird in der germanistischen Linguistik aufgrund gemeinsamer Sprachmerkmale die südöstliche Dialektgruppe im deutschen Sprachraum bezeichnet. Zusammen mit dem im Westen angrenzenden Alemannischen und Ostfränkischen zählt die bairische Dialektgruppe zu den oberdeutschen und damit auch zu den hochdeutschen Dialekten. 
Mit einer Fläche von etwa 125.000 km² stellt das Sprachgebiet der bairischen Dialekte das größte deutsche Dialektgebiet dar; gesprochen werden die bairischen Dialekte hier von insgesamt etwa 12 Millionen Menschen im deutschen Freistaat Bayern (vor allem Altbayern, aber auch Schwaben östlich des Lech, östliches Oberfranken, südöstliches Mittelfranken), dem größten Teil der Republik Österreich (ohne Vorarlberg) sowie der zu Italien gehörenden Region Südtirol.
Die bairische Dialektgruppe wird von der Internationalen Organisation für Normung als eigenständige Einzelsprache klassifiziert (der Sprachcode nach der Norm ISO 639-3 ist bar) und von der UNESCO seit 2009 im Atlas der gefährdeten Sprachen aufgelistet. Mit einer bis zum älteren bairischen Stammesherzogtum zurückreichenden über 1000-jährigen Geschichte ist Bairisch also ein historisch entstandener, eigenständiger Dialektverbund der deutschen Sprache (wie Alemannisch), der jedoch nie standardisiert wurde. Bairisch ist kein Dialekt der standardhochdeutschen Schriftsprache, die sich erst deutlich später als künstliche Ausgleichssprache entwickelt hat und ebenfalls einen Dialekt der deutschen Sprache darstellt. Der Unterschied zwischen Bairisch und Standardhochdeutsch ist z. B. größer als der zwischen Dänisch und Norwegisch oder zwischen Tschechisch und Slowakisch.
Da die bairisch-österreichischen Dialekte im Osten des oberdeutschen Sprachraums gesprochen werden, werden sie auch als Ostoberdeutsch bezeichnet. Nicht zu verwechseln ist die Schreibweise Bairisch, die den Sprachraum der bairisch-österreichischen Dialekte bezeichnet, mit der Schreibweise Bayerisch bzw. Bayrisch, die sich auf das Staatsgebiet des Landes Bayern bezieht. Ebenfalls nicht zu verwechseln ist das Bairisch-Österreichische mit dem Österreichischen Hochdeutsch, das – wie Bundesdeutsches Hochdeutsch in Deutschland und Schweizer Hochdeutsch in der Schweiz – die österreichische Standardvarietät des Standardhochdeutschen darstellt.

## Namensherkunft

### Etymologie

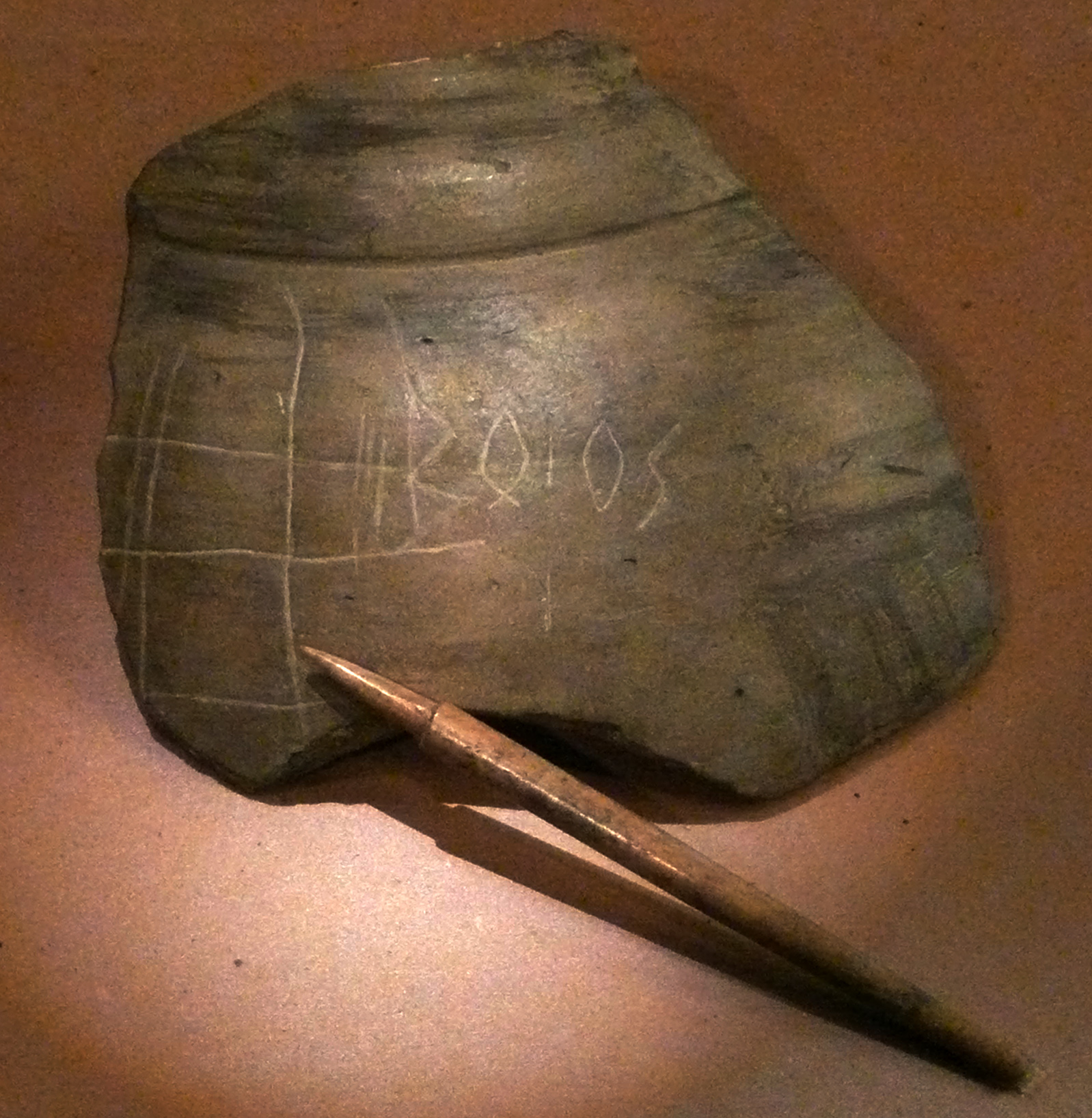
Keltische Tonscherbe aus Manching mit Inschrift „BOIOS“ oder „BAIOS“

Das Wort Bairisch ist ein dialektologischer Begriff, der sich aus der Bezeichnung der bajuwarischen Besiedler und ihres Stammesdialektes ableitet. Es ist zu trennen von dem Wort bayerisch, einem geographisch-politischen Begriff, der sich auf den Freistaat Bayern bezieht, wo auch nichtbairische Dialekte verbreitet sind.
Die Herkunft des Namens der Bajuwaren ist umstritten. Die am weitesten verbreitete Theorie besagt, er komme von dem mutmaßlichen germanischen Kompositum *Bajowarjōz (Plural). Überliefert ist dieser Name als althochdeutsch Beiara, Peigira, latinisiert Baiovarii. Es wird angenommen, dass es sich dabei um ein Endonym handelt. Hinter dem Erstglied Baio steckt das Ethnikon des zuvorbewohnenden keltischen Stammes der Boier, der auch im althochdeutschen Landschaftsnamen Bēheima ‚Böhmen‘ (germanisch *Bajohaimaz ‚Heim der Boier‘, spätlateinisch dann Boiohaemum) und in onomastischen Anknüpfungspunkten (Baias, Bainaib usw.) erhalten ist.
Das Bestimmungswort geht auf das Gebiet Böhmens zurück, das seinen Namen dem keltischen Volk der Boier verdankt. Das Zweitglied -ware bzw. -varii der Bewohnerbezeichnung Bajuwaren stammt aus urgermanisch *warjaz ‚Bewohner‘ (vgl. altnordisch Rómverjar ‚Römer‘, altenglisch burhware ‚Stadtbewohner‘), das zu wehren (urgermanisch *warjana-) gehört (vgl. auch walisisch gwerin ‚Menschenmenge‘). Der Name ‚Baiern‘ wird deshalb als ‚Bewohner Böhmens‘ gedeutet. Eine allgemeinere Deutung, die die Herkunft aus Böhmen nicht impliziert, ist die als „Menschen des Landes Baja“.
Es wird angenommen, dass sich das keltische Volk der Boier mit der römischen Restbevölkerung und Einwanderern vermischte und der Name auf das gesamte neu entstandene Volk überging. Der älteste Schriftfund auf deutschem Boden ist eine Tonscherbe mit der Inschrift „Baios“ oder „Boios“ und wurde im keltischen Oppidum von Manching (bei Ingolstadt an der Donau) gefunden. Dieser Fund kann auch ein schriftlicher Beweis für die Wanderungsbewegung der Boier nach Altbayern sein. Die lautlichen Übereinstimmungen sind offensichtlich, werden jedoch von manchen Wissenschaftlern abgelehnt. In der Wissenschaft gilt es zurzeit als relativ gesichert, dass die Bajuwaren nicht in einer großen Wanderung, sondern in einzelnen Schüben in das Land zwischen Donau und Alpen vordrangen und dieses Gebiet gemeinsam mit den bereits ansässigen Römern und Kelten besiedelten. Dort wuchsen die verschiedenen Zuwanderer zu ebendiesen Bajuwaren zusammen, die Jordanis 551 in seiner Gotengeschichte beschrieb.
Vermutlich haben sich die Bajuwaren aus verschiedenen Volksgruppen gebildet:
- aus Resten der keltischen Bevölkerung (Vindeliker)
- aus einheimischen Römern
- aus mehreren elb- und ostgermanischen Stämmen (u. a. Markomannen, Rugier, Varisker, Quaden)
- aus alemannischen, fränkischen bzw. thüringischen, ostgotischen und langobardischen Volksgruppen
- aus Nachkommen der Söldner der römischen Grenztruppen

In der modernen Forschung ist von einer geschlossenen Einwanderung und Landeinnahme eines fertig ausgebildeten Volkes keine Rede mehr. Es wird von einer Stammesbildung der Bajuwaren im eigenen Land, also dem Land zwischen Donau und Alpen ausgegangen.
Die älteste schriftliche Überlieferung des Bairischen ist die Gesetzessammlung der Lex Baiuvariorum aus dem Frühmittelalter. Das hauptsächlich in Latein verfasste Werk enthält bairische Alltagswörter und Fragmente als Ergänzung.

### Bairisch und Bayern
In der Sprachwissenschaft wird bevorzugt die Schreibweise Bairisch und bairisches Sprachgebiet verwendet. Im Unterschied dazu bezeichnet das Wort Bayerisch keine Sprachdialekte, sondern bezieht sich auf ein politisches Territorium, den Freistaat Bayern. Die unterschiedlichen Schreibweisen wurden eingeführt, weil einerseits in Bayern außer den bairischen (in Altbayern) auch ost- und südfränkische sowie alemannische und westmitteldeutsche (in Franken und Bayerisch-Schwaben) Mundarten gesprochen werden, andererseits die bairischen Dialekte sich nicht auf Bayern beschränken, sondern auch in Österreich, Südtirol und in einigen isolierten Sprachinseln der oberitalienischen Provinz Trentino sowie in einem Dorf im Schweizer Kanton Graubünden (Samnaun) gesprochen werden. Die historische Schreibweise Baiern für das gewachsene bayerische Staatsgebilde wurde mit Anordnung vom 20. Oktober 1825 durch König Ludwig I. durch die Schreibweise Bayern, also mit dem Buchstaben y, ersetzt. Auch die Schreibung Bayrisch-Österreichisch findet sich gelegentlich in der Fachliteratur.

## Ausbreitung und Abgrenzung
Das Bairische verbreitete sich im Zuge von Wanderungsbewegungen der Menschen über das heutige Südbayern östlich des Lechs hinaus und im Laufe des Mittelalters über das heutige Österreich östlich des Arlbergs, Südtirols und einigen Gebieten in Westungarn (heutiges Burgenland), Italiens, sowie Teile des heutigen Sloweniens und Tschechiens. In dieser Zeit vermischten sich auch Teile des Bairischen (im heutigen Süd- und Ostösterreich) mit slawischen und rätoromanischen Sprachelementen. Anschaulich wird dies bei bestimmten Ortsnamen und in einigen Dialektausdrücken.
Die bairischen Dialektgebiete sind Teil eines Dialektkontinuums, die sich durch geographische Isolation und damit Ausprägung der örtlichen Kommunikation entwickelt haben. Der südbairische Dialektraum in Tirol umfasst die Gebiete der alten Grafschaft Tirol, zu der nicht das Tiroler Unterland und das Außerfern gehörten. Kärnten wurde 976 von Baiern abgetrennt (genauso wie 1180 die Steiermark) und von Kaiser Ludwig dem Bayern 1335 an Österreich angeschlossen. Mit den nordbairischen Dialekten verhält es sich ähnlich, weil sich auch die Machtverhältnisse vor allem in der Oberpfalz im Laufe der Zeit änderten. Die Mischgebiete zwischen dem Mittel- und Südbairischen lassen sich durch die Zugehörigkeit zum Herzogtum Österreich (Tiroler Unterland zu Tirol und Steiermark zu Österreich) und durch Wanderbewegungen wie z. B. im damaligen Bistum Salzburg zurückführen.
Mit mehr als 13 Millionen Sprechern bildet das Bairische das größte zusammenhängende Dialektgebiet im mitteleuropäischen Sprachraum. Der bairische Sprachraum umfasst insgesamt an die 150.000 km². Zum Bairischen gehören die Mundarten folgender Gebiete:
- Im Freistaat Bayern die Regierungsbezirke Oberbayern, Niederbayern, Oberpfalz, Teile von Oberfranken, Teile von Mittelfranken sowie der Landkreis Aichach-Friedberg und Teile der Landkreise Augsburg und Donau-Ries des Regierungsbezirks Schwaben, die das sogenannte Altbayern bilden.
- Die Republik Österreich mit Ausnahme von Vorarlberg sowie dem Nordteil des Tiroler Außerfern (Reutte).
- die deutschsprachige Bevölkerung Südtirols.
- Samnaun im Kanton Graubünden (Schweiz)
- das südliche Vogtland in Sachsen, südlich von Tetterweinbach und Eisenbach.
- die Sieben Gemeinden, die Dreizehn Gemeinden und Lusern (siehe auch Zimbern), das Fersental, Sappada (Bladen), Sauris (Zahre), Timau (Tischelwang) und das Kanaltal in Oberitalien, in denen sich wegen der jahrhundertelangen Isolation der Ortschaften alt- und mittelhochdeutsche Elemente des Bairischen in mehreren lokalen Varianten erhalten haben.
- die Mundarten der deutschsprachigen Bevölkerung in Süd- und Westböhmen, Südmähren und dem Egerland
- die Mundarten der deutschsprachigen Bevölkerung in Westungarn
- die Gründlerischen oder Mantakischen Bergbau-Orte der südöstlichen Unterzips/Slowakei und südlich benachbarte Orte im Bodva-Tal, heute noch besonders Metzenseifen
- die rumänischen Landler-Dörfer in Siebenbürgen (Großpold, Grossau, Neppendorf), einige Dörfer im Banat (beispielsweise Wolfsberg) und die sogenannten Zipser-Siedlungen in Oberwischau in der Maramuresch und Kirlibaba in der Bukowina.
- einige Dörfer im westukrainischen Oblast Transkarpatien: Deutsch-Mokra (Німецька Мокра), Königsfeld (Усть-Чорна), Kobalewetz (Кобилецька Поляна), Bardhaus (Барбово) etc.
- in Sibirien einige verstreute Gruppen von ukrainischen Landlern, die in der Sowjetzeit in den Autonomen Kreis der Chanten und Mansen deportiert wurden
- die von den Hutterern in Kanada und den USA gesprochene deutsche Sprachform (das Hutterische).
- die brasilianischen Tirolerdörfer Treze Tílias (Dreizehnlinden) im Bundesstaat Santa Catarina und die Colônia Tirol in Espírito Santo
- das Tirolerdorf Pozuzo in Peru

Im Nürnberger Raum ist ein fränkisch-bairischer Übergangsdialekt beheimatet, der zwar überwiegend ostfränkische Merkmale aufweist, aber besonders im Wortschatz starke bairische Einflüsse erkennen lässt. Viele davon gehen auf die zahlreichen oberpfälzischen Zuwanderer zurück, die während der Zeit der Industrialisierung in dieser nordbayerischen Metropole eine neue Heimat gefunden hatten. Nürnberg lag allerdings bereits im Mittelalter unmittelbar an der fränkisch-bairischen Sprachgrenze.
Das Bairische gehört zusammen mit dem Alemannischen und Ostfränkischen zu den oberdeutschen Dialekten des Hochdeutschen.

## Innere Systematik
Das Bairische kann anhand sprachlicher Merkmale in drei Großräume – Nord-, Mittel- und Südbairisch – eingeteilt werden. Zwischen diesen befinden sich jeweils Übergangsräume, die als Nordmittelbairisch und Südmittelbairisch benannt sind.

### Nordbairisch

Das nordbairische Sprachgebiet

Nordbairisch wird im größten Teil der Oberpfalz, in den südöstlichsten Teilen von Oberfranken (Sechsämterland) und Mittelfranken, im nördlichsten Teil von Oberbayern und im südlichsten Teil Sachsens (Südvogtland) gesprochen. In der südöstlichen Oberpfalz und im nördlichsten Teil von Niederbayern werden Mischformen aus Nord- und Mittelbairisch – sprachwissenschaftlich Nordmittelbairisch genannt – gesprochen, wobei die Stadt Regensburg eine mittelbairische Sprachinsel innerhalb dieses Raums ist.
Die Dialekte des Oberpfälzer und des Bayerischen Waldes nennt man dialektnah auch das „Waidlerische“. Sprachwissenschaftlich handelt es sich dabei um nordbairische, nordmittelbairische und mittelbairische Dialekte, wobei die nordbairischen Elemente nach Norden hin schrittweise zunehmen. Ein Gebiet zwischen Regen, Cham und Bogen, wo ein nordmittelbairischer Dialekt, das Oberregentalische, gesprochen wird, weist hier eine sprachliche Besonderheit auf. So wird statt eines au, wie im Mittel- und Nordbairischen, beispielsweise in Haus, aus, Graud, Maus, Baua (im Standarddeutschen Haus, aus, Kraut, Maus, Bauer), ein langes a gesprochen, es heißt also Has, as, Grad, Mas, Baa. Zudem wird statt eines ei im Mittel- und Nordbairischen meist ein ä gesprochen. Statt Leid, Meis, Heisa, Zeid, glei (im Standarddeutschen Leute, Mäuse, Häuser, Zeit, gleich) heißt es Läd, Mäs, Häsa, Zäd, glä.
Die ostfränkischen Dialekte im östlichen Mittelfranken bis einschließlich Nürnberg zeigen starken nordbairischen Einschlag und markieren damit ein bairisch-fränkisches Übergangsgebiet.
Das Nordbairische ist eine urtümliche Variante des Bairischen, die noch viele Archaismen bewahrt, die im zentralen mittelbairischen Sprachraum schon ausgestorben sind. Es hat viele lautliche Eigenheiten, die es teilweise mit den benachbarten ostfränkischen Dialekten teilt. Im Folgenden werden die wichtigen lautlichen Merkmale des Nordbairischen aufgeführt, durch die es sich vom Mittelbairischen unterscheidet.
Das Nordbairische zeichnet sich besonders durch die „gestürzten Diphthonge“ (voraus lagen mhd. uo, ië und üe) und die diphthongierten mittelhochdeutschen Langvokale â, ô, ê und œ aus; beispielsweise entsprechen den standarddeutschen Wörtern Bruder, Brief und müde (monophthongierte Vokale) hier Brouda, Brejf und mejd (zuerst Monophthongierung, danach erneute Diphthongierung) anstatt Bruada, Briaf und miad (erhaltene Diphthonge) wie im Mittelbairischen südlich der Donau. Weiterhin entspricht beispielsweise dem standarddeutschen Schaf hier Schòuf (mittelbair. Schòòf), rot hier ròut/rout (mittelbair. rot/rout), Schnee hier Schnèj (mittelbair. Schnèè), oder böse hier bèjs (mittelbair. bèès).
In den nördlicheren und den westlicheren nordbairischen Dialekten bleiben diese Diphthonge auch vor vokalisiertem r erhalten und bilden somit Triphthonge, beispielsweise in Jòua, Òua, Schnoua, umkèjan, Beja, was südlicherem und mittelbairischem Jòòa/Jåår, Oor, Schnuua, umkeern, Biia und standarddeutschem Jahr, Ohr, Schnur, umkehren, Bier entspricht.
Bei den Dialekten im Westen und im Nordwesten des nordbairischen Sprachraums ist charakteristisch auch eine Hebung der Vokale e (und ö nach Entrundung) und o zu i und u zu verzeichnen, beispielsweise Vuugl und Viigl, im Gegensatz zu den südlicheren Formen Voogl und Veegl für standardsprachlich Vogel und Vögel. Diese Hebung gilt im Übrigen auch als charakteristisches (ost-)fränkisches Merkmal. Im Nordosten des Sprachraums werden diese Laute zu den Diphthongen ua und ia, also Vuagl und Viagl.
L nach Vokal wird anders als im Mittelbairischen (und ähnlich wie in benachbarten fränkischen Dialekten) nicht bzw. nicht vollständig vokalisiert, sondern bleibt als Halbkonsonant/Halbvokal erhalten, wobei sich ein Teil der Vokale (besonders e und i) davor verändert (z. B. entsprechen nordbairisch Wòld, Göld, vül/vul, Hulz/Holz mittelbairisch Wòid, Gèid/Gööd, vui/vèi/vüü, Hoiz und standardsprachlich Wald, Geld, viel, Holz).
G wird (im Gegensatz zum Mittelbairischen und Südbairischen) in- und auslautend in bestimmter Lautumgebung zu ch erweicht (Spirantisierung). So lautet standarddeutsch Weg hier Weech, mager hier moocher, richtig hier richtich (sofern es nicht zu richte verschliffen wird). Diese Spirantisierung ist sprachgeschichtlich auf mitteldeutschen Einfluss zurückzuführen, ist jedoch nicht identisch mit den Laut- und Vorkommensverhältnissen in den heutigen mitteldeutschen Dialekten, wobei sie im Westen und im Norden des nordbairischen Raums stärker ausgeprägt ist als im Südosten.
Verkleinerungs- und Koseformen enden in der Mehrzahl meist auf -(a)la, in der Einzahl auf -(a)l, beispielsweise Moidl = Mädchen, d’ Moi(d)la = die Mädchen.
Verben mit Doppelvokalen wie au oder ei enden im Nordbairischen konsequent auf -a: schaua, baua, schneia, gfreia, demgegenüber mittelbairisch schaung, baun, schneim, gfrein (= schauen, bauen, schneien, freuen).
Die Endung -en nach k, ch und f ist in den nördlicheren nordbairischen Dialekten als Konsonant erhalten geblieben, beispielsweise hockn, stechn, hoffn, Soifn (= Seife). In den südlicheren nordbairischen Dialekten ist sie wie in den mittelbairischen weiter im Süden zu -a geworden, also hocka, stecha, hoffa, Soifa.
Die Konsonantenschwächung und die Nasalierung von Vokalen hat das Nordbairische mit dem Mittelbairischen gemeinsam. Diese Merkmale werden im nachfolgenden Abschnitt zum Mittelbairischen näher beschrieben.
Kennzeichnend sind auch die Form niad für mittelbairisch net und die vielfältigen Formen des Personalpronomens für die 2. Person Plural: enk, enks, ees, èts, deets, diits, diats u. a.
Vom speziellen Wortschatz her lässt sich das Nordbairische als Ganzes nicht vom Mittelbairischen abgrenzen, weil es unterschiedliche regionale Verteilungen Wort für Wort gibt. Aus Sprachatlanten kann man jedoch ersehen, dass es zunehmende Gemeinsamkeiten (von lautlichen Feinheiten abgesehen) zwischen (ober-)ostfränkischen und nordbairischen Dialekten im Westen und im Norden des nordbairischen Sprachraums gibt, wie Erdbirn statt Erdåpfl (= Kartoffel), Schlòut statt Kamin, Hetscher statt Schnàggler (= Schluckauf), Gàl (= Gaul) statt Ross (= Pferd).
Im Nordosten auch Gemeinsamkeiten mit ostmitteldeutschen Dialekten, wie Pfà(rd) (= Pferd) statt Ross. Duupf/Duapf (= Topf) statt Hofa/Hofm. Im Südosten Gemeinsamkeiten mit den „waidlerischen“ Dialekten, wie Schòrrinna statt Dochrinna, Kintl/Raufång statt Schlòut/Kamin. Beispiele für kleinregionale Varianten sind Ruutschan und Ruutschagàl statt Hetschan und Hetschagàl (= Kinderschaukel und Schaukelpferd) oder Schluuder/Schlooder statt Dopfa/Dopfm/Dopfkàs (= Topfen/Quark) in der westlichsten Oberpfalz.

### Mittelbairisch
Mittelbairisch wird in Niederbayern, Oberbayern, im Süden der Oberpfalz, im salzburgischen Flachgau, in Oberösterreich, Niederösterreich und Wien gesprochen. Das Tiroler Unterland, Salzburger Innergebirg (ohne den Flachgau), die Obersteiermark und das Burgenland bilden das südmittelbairische Übergangsgebiet. Im Nordwesten liegt eine breite Übergangszone zum Ostfränkischen und Schwäbischen vor. Gewisse lautliche Kennzeichen des Mittelbairischen, vor allem der Diphthong /oa/ für mhd. ei (zum Beispiel Stoa bzw. Stoan = „Stein“), zu einem kleineren Teil auch die l-Vokalisierung, dringen in einem Keil unter Einschluss der Stadt Dinkelsbühl bis über die Landesgrenze nach Baden-Württemberg ein.
Es hat großen Einfluss auf seine Schwesterdialekte im Norden und Süden, da fast alle größeren Städte des bairischen Sprachgebiets im Donauraum liegen; dies hat auch zur Folge, dass Mittelbairisch ein höheres Prestige genießt und auch außerhalb seines Sprechergebiets weithin bekannt ist. Die regionalen Unterschiede entlang der Donautiefebene vom Lech bis zur Leitha sind im Allgemeinen geringer als die Unterschiede zwischen den verschiedenen Alpentälern des Südbairischen.
Allgemeines Kennzeichen dieser Mundarten ist, dass Fortis-Laute wie p, t, k abgeschwächt werden zu den Lenis-Lauten b, d, g. Beispiele: Bèch, Dåg, Gnechd („Pech, Tag, Knecht“). Die Schwächung nach Vokal ist wechselseitig abhängig von der Quantität (bzw. Länge) des vorangehenden Vokals (zum Beispiel in [lɔ:(d)n] „laden“ : [lɔtn] „Latte“). Lediglich k- bleibt im Anlaut vor Vokal als aspirierter Konsonant erhalten und von g unterschieden (zum Beispiel in Kartn [ghɔɐtn] „Karte“ : Gartn [gɔɐtn] „Garten“). Außerdem kann auslautendes -n den vorhergehenden Vokal nasalieren und selbst abfallen, wie in kôô („kann“, auch nicht nasaliert ko) oder Môô („Mann“, auch nicht nasaliert Mo). Ob ein Nasalvokal auftritt, ist aber regional unterschiedlich.
Das Mittelbairische lässt sich noch untergliedern in Westmittelbairisch (auch teilweise „Altbairisch“ genannt) und Ostmittelbairisch. Die Grenze zwischen diesen verläuft durch Oberösterreich und verschiebt sich durch den starken Druck, der vom Wiener Dialekt ausgeht, allmählich westwärts zur Staatsgrenze zwischen Deutschland und Österreich hin.
Alternativ lässt sich das Mittelbairische untergliedern in Zentral-, West- und Ostmittelbairisch.
In Oberösterreich (mit Ausnahme der stärker ausstrahlenden Stadtdialekte im Zentralraum, und dem inneren Salzkammergut), im Salzburger Außergebirg (Flachgau) sowie in sprachkonservativen Regionen des niederösterreichischen Wald- und Mostviertels ist, wie im benachbarten Bayern, die (westmittelbairische) altbairische Stammesmundart beheimatet; die ansässigen Dialekte bilden mit den angrenzenden Dialekten Niederbayerns einen Dialektverband, das Donaubairisch. Anders als das Ostmittelbairische entstand sie auf dem Boden des alten Stammesherzogtums.
Außerdem typisch für das Westmittelbairische ist die alte Form für „sind“: hand („Mir hand eam inna worn“ = „Wir sind dahintergekommen“). „Uns“ erscheint oft als „ins“ und „zu“ als „in“ („Da Schwåger is in’s Heig’n kema“ = „der Schwager kam zum Heu machen“). „Wenn“ wird mit „boi“ aufgelöst (= sobald): „Boi da Hiabscht umi is“ = „wenn der Herbst herum/vorbei ist“. Das alte germanische Temporaladverb „åft“ wird neben „na“ im Sinne von „danach“, „hinterher“ verwendet. Die letztgenannten Formen sind heute auf den ländlichen Raum beschränkt.
In Oberösterreich bildet die Mundart des Innviertels mit dem angrenzenden Niederbayerischen eine historische Einheit – politisch wurde das Innviertel erst 1779 und endgültig 1816 österreichisch. Während die Mundart des Innviertels gen Osten hin (in Richtung Hausruck) einen erkennbaren Lautwandel durchmacht (ui wird zu ü, z. B. „spuin“/„spün“, zunehmende å-Verdunklung), sind die Übergänge weiter ostwärts entlang der Donau über das Traunviertel zum Mostviertel hin fließend (Ostmittelbairisch). Zudem nimmt nach Osten hin der Einfluss des Wienerischen zu, der in den letzten Jahrzehnten zunehmend die bodenständigen Mundarten überlagert hat. Am stärksten ist dieser Wiener Einschlag in den größeren Städten und entlang der Hauptverkehrsstrecken zu bemerken.
Der ostösterreichische Zweig des Mittelbairischen geht auf die Mundart des im Gefolge der bairischen Ostsiedlung entstandenen babenbergischen Herrschaftsgebietes Ostarrichi zurück. Das östliche Ostmittelbairisch besitzt ein slawisches Substrat und ein fränkisches Superstrat, was sich im besonderen Wortschatz und einigen lautlichen Eigenheiten zeigt. Außerdem wurde das Ostmittelbairische während der Habsburger Kaiserzeit mit vielen slawischen, jiddischen und ungarischen Fremdwörtern angereichert, wodurch es sich vom Westmittelbairischen merklich abhebt.
Trotz Dialektschwunds in den größeren Städten des Donauraums gelten die Stadtmundarten von München und Wien weiterhin gewissermaßen als „Paradedialekte“ für West- und Ostmittelbairisch. Folgende Lautisoglossen charakterisieren das Verhältnis des West- zum Ostmittelbairischen:
| Isoglosse              | westliche Variante                          | östliche Variante                        | Standarddeutsch                                       |
| ---------------------- | ------------------------------------------- | ---------------------------------------- | ----------------------------------------------------- |
| ui vs. üü (< ahd. il): | vui Schbui, schbuin i wui, mia woin         | vüü Schbüü, schbüün i wüü, mia wöön/woin | viel Spiel, spielen ich will, wir wollen              |
| å vs. oa (< ahd. ar):  | i få, mia fåma håt, heata Gfå, gfâli        | i foa, mia foan hoat, heata Gfoa, gfeali | ich fahre, wir fahren hart, härter Gefahr, gefährlich |
| oa vs. â (< ahd. ei):  | oans, zwoa, gloa, hoaß, hoazn, dahoam, Stoa | âns, zwâ, glâ, hâß, hâzn, dahâm, Stâ     | eins, zwei, klein, heiß, heizen, daheim, Stein        |
| o vs. à (< ahd. au):   | i kàf, mia kàffa(n)                         | i kòf, mia kòffa(n)                      | ich kaufe, wir kaufen                                 |
| ungesetzmäßig:         | i kimm, mia kemma(n)                        | i kumm, mia kumma(n)                     | ich komme, wir kommen                                 |

Die Tabelle ist dabei stark vereinfacht. In der westlichen Variante wird häufig noch das „r“ gesprochen, das im Ostmittelbairischen und im Standarddeutschen gerne vokalisiert wird; also z. B. i får, hart, hårt, hirt.
Außerdem wirkt sich der Wiener Einfluss dahingehend aus, dass im ostmittelbairischen Dialektgebiet in den letzten paar Jahrzehnten eine Tendenz besteht, das alte oa durch das Wiener â zu ersetzen. Dieser Sprachwandel hat aber noch zu keiner eindeutigen Dialektgrenze geführt, da sich selbst im äußersten Osten Österreichs (Burgenland) das historische oa gegenüber dem Wienerischen aa noch behauptet, ebenso wie in großen Teilen Niederösterreichs und in Oberösterreich. Dort ist auch die angestammte (altbairische) Wortendung -a anstelle von -n (måcha, låcha, schicka) gang und gäbe.

Am Ostrand des Mittelbairischen, im Weinviertel und im Burgenland findet man die „ui-Mundart“. Hier entspricht ein ui (Bruida, guit) dem im Mittelbairischen und Südbairischen allgemein verbreiteten ua (Bruada, guat). Insbesondere im niederösterreichischen Weinviertel sind diese Varianten allerdings auf dem Rückzug. Dieses Phänomen geht auf eine alte donaubairische Form zurück, die teilweise noch viel weiter westlich beheimatet ist.
In konservativen Mundarten Altbayerns und Westösterreichs nördlich und südlich der Donau erscheint ia oft als oi, wenn es auf altes oberdeutsches iu zurückgeht, z. B. als „Floing“ (aus bair.-mhd. vliuge, bair.-ahd. fliuga) statt „Fliang“, nordbair. „Fläing“ (Fliege) (das an die mitteldeutsche Vertretung angeglichen ist, vgl. mhd. vliege, ahd. flioga); ein Reflex des alten oberdeutschen iu ist beispielsweise auch im Personennamen Luitpold erhalten.
In donaubairischen (v. a. ostösterreichischen) Mundarten wird o häufig zu u gehoben (furt statt „fort“).
Eine gewisse Eigenständigkeit hat bzw. hatte das „Landlerische“, die Mundart, die im Hausruckviertel und im westlichen Traun- und Mühlviertel gesprochen wird bzw. wurde. Hier tritt anstelle des ostmittelbairischen langen o (root, grooß, Broot = rot, groß, Brot) der Diphthong eo, bei dem die Betonung auf dem zweiten Teil des Zwielauts liegt. Das ergibt dann reot, greoß, Breot. Sowohl oo als auch eo werden sehr offen gesprochen und könnten genau so gut auch åå bzw. eå geschrieben werden. Im westlichen Mühlviertel existieren auch Formen mit gestürztem Diphthong wie roet, groeß, Broet. Alle diese Formen sind allerdings heute nur mehr selten zu hören.
Ein typisches Unterscheidungskriterium zwischen dem Donaubairischen (Großteil Österreichs, Niederbayerns und der Oberpfalz) und der südwestlichen Gruppe (Großteil Oberbayerns, Tirols, Kärntens, große Teile Salzburgs und das steirische Oberennstal) ist die Auflösung von an- und auslautendem -an- und auslautendem -on. Während der Vokal im donaubairischen Raum überwiegend wie ã ausgesprochen wird (Mã, ãfanga, schã = Mann, anfangen, schon), ist im Südwesten ein helles, teils nasales o beheimatet (Mo, ofanga, scho). Charakteristisch für die südwestlichen Dialekte ist beispielsweise auch heben für halten, statt des hochdeutschen Wortes heben wird das Wort lupfen verwendet.
Das westliche Oberösterreich (Innviertel, Mondseeland), Teile des Salzburger Landes und das obere Ennstal gehören zum Westmittelbairischen. Hier verwendet man den in Altbayern verbreiteten Diphthong ui (i wui, schbuin). In Niederbayern (und in ländlichen Gegenden Oberösterreichs) begegnet einem öfters öi statt ü (vöi = viel, schböin = spielen). In Teilen Oberbayerns und Niederbayerns ist außerdem auch ej weit verbreitet (vej, schbejn). Im westlichen Salzkammergut und im Salzburgischen sowie auch im Rupertiwinkel und Teilen des Berchtesgadener Landes wird die Form schbiin verwendet.
Lautlich stehen sich das (Kern-)Oberbayerische, Tirolerische und die oben erwähnte Übergangsmundart im Alpenraum sehr nahe. -An- erscheint als helles -o- (wer ko, der ko) und r plus Konsonant wird konsonantisch aufgelöst (schwårz/schwåschz statt donaubairisch schwooz bzw. schwoaz). In ähnlicher Weise heißt es auch in der bodenständigen Mundart des Hausruckgebiets und anderen abgelegenen und verkehrsabgewandten Gegenden Oberösterreichs schwåchz oder Kechzn (Kerze), was aber in jüngerer Zeit zugunsten von schwoaz oder Keazn mehr und mehr verschwindet.
Die Sprachgrenze zwischen dem grenzalpinen Oberbayerischen und dem „donaubairischen“ Niederbayerischen ist mit den Grenzen der beiden Regierungsbezirke nicht identisch, da Niederbayern einst viel größer war, als es heute ist. Daher spricht man zu beiden Seiten der Salzach, in Teilen des Inntals und in der westlichen Hallertau immer noch mit niederbayerischer Zunge.
Der Lech bildet die westliche Grenze des Bairischen und trennt es vom schwäbischen Sprachraum. Dennoch spricht man in Lechnähe (hauptsächlich Schongau, Landsberg am Lech, westlicher Ammersee) bereits mit schwäbischem Einschlag (I håb koa Luscht) (→ Lechrainer Dialekt).
Zum Mittelbairischen gehören auch die im Aussterben begriffenen Mundarten in Südböhmen und Südmähren, die denen im jeweils angrenzenden Gebiet ähnlich, in der Regel aber konservativer sind. Andererseits sind auch Neuerungen zu beobachten, z. B. langes a statt oa für mhd. ei (wie in Wien und Südkärnten).

### Südbairisch
Südbairisch wird in Tirol, in der Schweizer Gemeinde Samnaun, in Südtirol, im Werdenfelser Land, in Kärnten, in Teilen der Steiermark (vor allem in der Weststeiermark) und in den deutschen Sprachinseln Venetiens, des Trentinos (siehe Zimbrisch und Fersentalerisch) und Karniens gesprochen. Auch das Zarzerische und das Gottscheerische waren südbairisch. Teile von Niederösterreich (wie die Bezirke Wiener Neustadt und Neunkirchen), die Obersteiermark, die Salzburger Alpengaue und das Tiroler Unterland gehören zum Übergangsgebiet zwischen Süd- und Mittelbairisch.
Die in der hochdeutschen Lautverschiebung aus k entstandene Affrikate kχ ist sekundär auf das Gebiet des westlichen Südbairischen und des Hoch- und Höchstalemannischen zurückgegangen. Im Alemannischen ist in weiterer Folge das anlautende k geschwunden, so dass die Affrikate im Anlaut nunmehr ein typisches Kennzeichen vor allem des Tirolerischen ist.
Das Südbairische ist eine recht inhomogene Sprachlandschaft, es besitzt jedoch einige charakteristische Merkmale. Es gliedert sich in halbwegs geschlossene Sprachgebiete und zahlreiche Übergangsdialekte, deren genaue Abgrenzung schier unmöglich ist.
Die wohl bekannteste südbairische Mundart ist das Tirolerische. Neben der starken Affrikatisierung ist dessen hervorstechendstes Merkmal die Aussprache von „st“ im Wortinneren als „scht“ („Bisch(t) no bei Troscht?“). Hier bleibt eine ursprüngliche Unterscheidung erhalten, da der s-Laut, der aus dem Germanischen ererbt wurde, beispielsweise im Althochdeutschen nämlich sch-ähnlich gesprochen wurde, im Unterschied zu dem s-Laut, der durch die hochdeutsche Lautverschiebung aus germanischem *t entstanden ist. Diese sch-ähnliche Aussprache bezeugen deutsche Lehnwörter in westslawischen Sprachen, z. B. polnisch żołd (Sold). Bis heute hat sich das beim st im Wortinneren noch im Pfälzischen, Alemannischen, Schwäbischen und Tirolerischen erhalten. Das sp wird auch im Mittelbairischen im Wortinneren als šp gesprochen, z. B. Kašpal (Kasperl). Wie im Mittelbairischen heißt es erscht (erst), Durscht (Durst), da rs im Inlaut als rš in fast allen bairischen Mundarten ausgesprochen wird.
Verben enden im Infinitiv und im Plural wie im Schriftdeutschen grundsätzlich auf -n. Mittelhochdeutsches ei erscheint als „oa“ (hoaß isch’s ‚es ist heiß‘). Das „Tirolerische“ wird in Nordtirol (Österreich) im sogenannten Tiroler Mittel- und Oberland, in ganz Südtirol (Italien) und in einer Übergangsvariante in Osttirol (Österreich) gesprochen. Die Osttiroler Mundart geht nämlich allmählich ins Kärntnerische über. Der Werdenfelser Dialekt rund um Garmisch und Mittenwald gehört ebenfalls zum Tirolerischen.
Im Tiroler Oberland um Landeck, im Arlberggebiet und den dahinter liegenden Seitentälern ist der alemannische Einschlag unüberhörbar. Alle Infinitive und Plurale enden auf -a (verliera, stossa etc.). Der Großteil des Außerfern mit der Bezirksstadt Reutte spricht bereits einen alemannischen Dialekt, der zum Schwäbischen zu zählen ist („Tiroler Schwäbisch“, mit Ähnlichkeiten zum Dialekt des benachbarten Ostallgäu).
Im Tiroler Unterland (Kitzbühel, Kufstein, St. Johann, Kaisergebirge) spricht man nicht Süd-, sondern Mittelbairisch (l-Vokalisierung, st im Wortinneren … mit Ausnahme der tendenziellen Affrikatisierung teilt es alle Merkmale mit dem Westmittelbairischen). In den Ohren „Auswärtiger“ klingt es wie eine härtere Variante des Oberbayerischen, mit dem es ansonsten völlig übereinstimmt. Die Infinitive enden nach n-, ng- und m- auf -a (singa ‚singen‘, kema ‚kommen‘), sonst auf -n.
Gemeinsam mit den unter der Rubrik „Mittelbairisch“ vermerkten alpinen Übergangsdialekten teilt das „Unterländische“ auch einige lautliche Gemeinsamkeiten wie die überall anzutreffenden, meist dezenten Affrikaten. Die Mundarten der Salzburger Gebirgsgaue sind allesamt Brückendialekte. Die Pinzgauer Mundart verhält sich weitgehend wie die des Tiroler Unterlandes, die Pongauer zeigt donaubairische und die Lungauer Mundart Kärntner Einflüsse.
Die andere große südbairische Kernmundart ist das Kärntnerische. Wie das Ostmittelbairische verfügt es über ein kompaktes slawisches Substrat. Kärnten wurde nämlich im frühen Mittelalter und darüber hinaus von slawischen Stämmen bewohnt; nach der bairischen Landnahme wurden die Slawen (die Winden oder „Windischen“) allmählich assimiliert, dennoch hinterließen sie Spuren in der deutschen Mundart Kärntens. So erinnert die weiche Sprachmelodie des Kärntnerischen an das Südslawische, viele Eigennamen enden auf -ig (slowenisch -ik) und auch einige Mundartwörter korrespondieren mit dem Slawischen. Typische Merkmale der Kärntner Mundart sind die andere Verteilung der Vokalquantität und die sanfte Affrikatisierung (wie stimmhaftes gg).
Außerdem kennzeichnet das Kärntnerische starke Lautverdunklung („a“ wird oft zu „o“ statt zu å) und im Süden Monophthongierung vom mhd. ei zu a (Dås wās i nit ‚das weiß ich nicht‘).
Das Südbairische kennt keine r-Vokalisierung, sie ist aber besonders in Stadtmundarten am Vordringen. Nach Vokalen wird l hier nicht vokalisiert, als Vorstufe werden aber e und i vor l gerundet (z. B. Mülch). In den Städten ist die l-Vokalisierung im Vorrücken (auch bei Eigennamen, z. B. Höga). Außerdem unterscheiden einige südbairische Mundarten Stark- und Schwachlaute, wie in Dåch neben Tåg, altes k ist in Kärnten und in Teilen Tirols und Salzburgs lautverschoben zur Affrikate kch, wie in Kchlea (Klee). Diese Affrikate stellt ein Phonem dar (vgl. das Minimalpaar rukn ‚Rücken‘ / rukchn ‚rücken‘).
Ein Charakteristikum der Kärntner Mundart ist die sogenannte Kärntner Dehnung: Aufgrund von Interferenz mit dem Slowenischen werden viele Vokale entgegen der hochdeutschen Norm lang ausgesprochen, zum Beispiel låːs lei laːfm ‚lass es nur laufen‘. Diese Erscheinung hat zur Folge, dass zum Beispiel „Ofen“ und „offen“ lautlich zusammenfallen (oːfm), ebenso Wiesn und wissen zu [wi:zn].
Ein weiteres Merkmal des Südbairischen ist die Verwendung des Wörtchens sein (1. Person) und seint (3. Person) anstatt von schriftdeutsch „sind“ (mir sein froh ‚wir sind froh‘). Diese Form ist für das Tirolerische und Kärntnerische typisch. In den bereits mehrfach erwähnten Übergangsdialekten zum Mittelbairischen ist sie jedoch kaum anzutreffen. Stattdessen verwendet man das mittelbairische san, teilweise mit lautlichen Schattierungen (sän etc.).
Dialekte der West- und Ost-Steiermark zeichnen sich durch die Diphthongierung nahezu aller betonten Vokale aus, welche umgangssprachlich auch als „bellen“ bezeichnet wird. In der Mundart wird vor allem das o zusammen mit u sowie ö mit einem darauf folgenden ü verwendet (ould ‚alt‘, Öülfnban ‚Elfenbein‘).

### Genauere Unterteilung
Das Bairische kann auch, abgesehen von den oben besprochenen historischen Isoglossen, in weitere Dialekte unterteilt werden, die sich vor allem an den Regionen orientieren. Eine Besonderheit ist das Wienerische, aber auch das Münchnerische. In Österreich existieren das Hianzische im Burgenland, die steirischen Mundarten, die Kärntner Mundarten und die Tiroler Mundarten. Ein sehr eigener Dialekt in Oberösterreich ist die Mundart des Salzkammerguts, in Niederbayern die Waidlersprach. Dazu kommen das Zimbrische, das Fersentalerische und das Egerdeutsche aus den Sprachinseln in Oberitalien und Böhmen.

## Phonologie

### Vokale
Das Bairische unterscheidet lange und kurze Vokale voneinander; dies wird jedoch nicht in der Schrift zum Ausdruck gebracht, sondern wie im Standarddeutschen durch die Anzahl der dem Vokal nachfolgenden Konsonanten: steht nur ein oder gar kein Konsonant nach dem Vokal, ist dieser in der Regel lang; folgen ihm zwei oder mehr, ist er kurz. Dabei gelten ch und sch jeweils wie ein Konsonant, da diese Buchstabenkombinationen nur einem Laut entsprechen.
Die Verteilung langer und kurzer Vokale fällt im Bairischen völlig anders aus als im Standarddeutschen, so dass es manchmal scheint, als wäre jedes entsprechende standarddeutsche Wort mit Langvokal im Bairischen kurz und umgekehrt; dies stimmt jedoch nur bedingt.
Insgesamt unterscheidet das Bairische mindestens acht Vokale in jeweils zwei Quantitätsstufen voneinander.
Vergleiche folgende Gegenüberstellungen:
| Vokal            | langer Vokal         | standarddeutsch      | kurzer Vokal                         | standarddeutsch            |
| ---------------- | -------------------- | -------------------- | ------------------------------------ | -------------------------- |
| dunkles ɑ bzw. ɒ | wås wåsⓘ             | was ⓘ                | Wåssa Wåssaⓘ                         | Wasser ⓘ                   |
| mittleres ɐ      | Staad                | Staat                | Mass                                 | Maß (Bier)                 |
| helles a         | Dràm Dràmⓘ           | Traum ⓘ              | dràmma dràmmaⓘ                       | träumen ⓘ                  |
| helles e         | és ésⓘ, Héndl Héndlⓘ | ihr ihrⓘ, Huhn Huhnⓘ | wegga(d) wegga(d)ⓘ, dreggad dreggadⓘ | weg wegⓘ, dreckig dreckigⓘ |
| dunkles ɛ        | Beda Bedaⓘ           | Peter Peterⓘ         | bèdt! bedt!ⓘ                         | bete! bete!ⓘ               |
| i                | gwiß gwißⓘ           | gewiss gewissⓘ       | wissn wissnⓘ                         | wissen wissenⓘ             |
| o                | Ofa/Ofn Ofaⓘ         | Ofen Ofenⓘ           | offa/offn offaⓘ                      | offen offenⓘ               |
| u                | Zug Zugⓘ             | Zug Zugⓘ             | zrugg zruggⓘ                         | zurück zurückⓘ             |

Der Sprecher in o. g. Beispielen spricht Mittelbairisch und natürlich Deutsch als Muttersprache, allerdings mit einem bairischen Akzent.
In den mittelbairischen Mundarten Österreichs sowie in Teilen Salzburgs sind Vokale vor Schwachlauten und r, l, n in der Regel lang, vor Starklauten kurz. Zur Verteilung in Kärnten s. Kärntner Mundart.

#### Dunkles vs. mittleres vs. hellesa
Phonologisch unterscheiden die bairischen Dialekte zwischen bis zu drei a-Qualitäten. Das heißt, es wird teilweise zwischen hellem à, mittlerem a und dunklem å unterschieden, wobei das helle à aus dem mittelhochdeutschen æ, bzw. den Diphthongen ou/öu, im Kärntnerischen und Wienerischen auch aus dem Diphthong ei entstanden ist. So heißt es heute im Bairischen lààr im Vergleich zu standarddeutsch leer, beides aus mhd. lære, i glààb im Vergleich zu ich glaube, beides aus ich g(e)loube, kärntn./wien. hààß (übriges Bairisch: hoaß) im Vergleich zu heiß, alle aus mhd. heiʒ. Die Vertretung eines mittelhochdeutschen a-Lautes ist hingegen für gewöhnlich ein „verdunkelter“, d. h. ein weiter hinten im Mund und auch von der Zungenlage her höher gebildeter Laut. So erscheinen mittelhochdeutsch waʒʒer, hase, wâr beispielsweise als Wåsser, Håås, wåår/woa im Vergleich zu standarddeutsch Wasser, Hase und wahr. Regional kann es zudem Variationen zwischen dem dunklen å und dem mittleren a geben (siehe mia håmma/mia hamma), nicht jedoch zwischen einem dieser beiden a-Laute und dem hellen à. Vor allem bei der Diminutivbildung mit den Suffixen -l und -al tritt Umlaut ein, d. h., aus dunklem -å- wird helles -à-.
Im Folgenden einige Beispiele für die a-Laute, darunter einige deutliche Minimalpaare:
| dunkles å wie in engl. (US) to call [⁠ɑ⁠] oder ungarisches a [ɒ]: a lab [ɒ lɒb] | mittleres a wie [ɐ]    | helles à wie [a⁠] oder noch offener       |
| ----------------------------------------------------------------------------- | ---------------------- | ---------------------------------------- |
| å (ab/an)                                                                     | A8 ([Autobahn] A8)     | à (nach), àà (auch)                      |
| wåhr (wahr)                                                                   | i wa(r) (ich war)      | i wààr (ich wäre)                        |
| mia håm (wir haben)                                                           | mia ham (wir haben)    | mia hàn (wir sind)                       |
| Ståd (Stadt)                                                                  | Staad (Staat)          | stààd (still), Stàddal (Städtchen)       |
| Såg (Sack/Säge)                                                               | Saag (Sarg)            | Sàggal (Säcklein)/Sààg(à)l (kleine Säge) |
| Måß (das Maß)                                                                 | Mass (die Mass [Bier]) | Màssl (Glück)                            |

NB: Unbetonte a sind immer hell, und werden deshalb als solche nicht markiert. Dies gilt vor allem für den unbestimmten Artikel, der stets unbetont ist, sowie für alle unbetonten a in Flexionsendungen (z. B. im Plural der Substantive und bei der Steigerung der Adjektive).
Der kürzeste Satz, welcher die drei A enthält, lautet: „Iatz is A àà å.“ (Jetzt ist das A [= die A-Saite der Gitarre] auch ab [= gerissen].)
Aussprache von Ortsnamen
In beinahe allen bairischen Ortsnamen, die auf -ing enden, wird ein im Stamm vorhandenes -a- hell ausgesprochen werden; also „Plàttling“ (nicht *„Plåttling“) und „Gàching“ (statt *„Gårching“), auch „Gàmisch“ (statt *„Gåmisch“) und darüber hinaus „Gràz“ (nicht *„Gråz“ – die Stadt hieß im Mittelalter schließlich „Grätz“, und daraus hat sich das helle a entwickelt). Ausnahmen sind manche Ortsnamen mit -all- wie „Bålling/Båing“ (Palling) oder „Dålling“ (Thalling).
Abgrenzung gegen das o 
Standarddeutschsprecher nehmen das helle à des Bairischen als gewöhnliches a wahr, das dunkle å dagegen zumeist als offenes o, weshalb auch viele Baiern dazu tendieren, dunkles a als o zu schreiben (also mocha statt måcha für „machen“). Diese Schreibweise führt jedoch zum Zusammenfall mit dem bairischen o, welches stets geschlossen gesprochen wird (also Richtung u). Die Wörter für „Ofen“ und „offen“ unterscheiden sich also im Bairischen nicht durch die Vokalqualität, sondern nur durch die Vokallänge, die wie im Standarddeutschen durch Konsonantenverdoppelung (auch Gemination genannt) ausgedrückt wird: Ofa (lang) vs. offa (kurz) bei gleichbleibender Vokalqualität.

#### Geschlossenes vs. offenese
Die noch im Mittelhochdeutschen vorhandene, scharfe Trennung zwischen dem offenen, aus dem Germanischen ererbten e-Laut und dem durch Primärumlaut von a entstandenen, geschlossenen e-Laut ist in großen Teilen des Bairischen aufgegeben worden, sodass fast jedes betonte kurze e geschlossen ist (im Gegensatz zum Hochdeutschen: Hier sind alle diese offen), d. h., es klingt näher am i als das standarddeutsche e. Es gibt nur wenige Wörter mit kurzem offenem è; als bestes Beispiel eignet sich folgendes Minimalpaar: Bettn („Betten“, mit geschlossenem e) vs. bètn („beten“, mit offenem è).
Im Standarddeutschen ist es an diesem Beispiel allerdings genau andersherum: das Wort „Bett“ hat ein offenes (weil kurzes), das Wort „beten“ ein geschlossenes (weil langes) e.
Allerdings gibt es auch hiervon wieder Ausnahmen. Die Salzburger Gebirgsmundarten beispielsweise (aber auch andere) bewahren die alten Verhältnisse in den meisten Positionen, sodass es dort èssn statt essn, Wetta oder Wèitta mit Diphthongierung für „Wetter“ statt Weda, aber dennoch bessa „besser“, Est „Äste“ oder Gest „Gäste“ heißt.

#### Unbetontes i bzw. e
Neben dem unbetonten a gibt es auch einen weiteren unbetonten Vokal im Bairischen, der zwischen i und e steht, und je nach Mundart offener (Richtung e) oder geschlossener (Richtung i) gesprochen wird. Er entstand meist aus der Nebensilbe -el in Wörtern wie gràbbin („krabbeln“) oder Deifi („Teufel“) und wird im Folgenden als i geschrieben. Nicht zu verwechseln ist dieser Laut mit jenem, der nur im bestimmten Artikel der Maskulina (in den Formen im, in) vorkommt, der zwischen i und dumpfem ü liegt.

#### Schwa-Laut
In den meisten bairischen Mundarten hat der Schwa-Laut, der dem unbetonten e des Standarddeutschen entspricht, keinen Phonemstatus. Regional tritt er in bestimmten Positionen als Allophon zu unbetontem a und i auf.

### Diphthonge
Ein weiteres Merkmal des Bairischen ist die Beibehaltung der mittelhochdeutschen Diphthonge ie, üe, uo als ia und ua, wie in liab, griassn, Bruada („lieb, grüßen, Bruder“), was es vom Ostfränkischen Bruda abgrenzt, das wie die Hochsprache einfache Langvokale benutzt. Gegen Westen hin grenzt sich das Bairische mit Dåg, Wåsser und dàd („Tag, Wasser“ und „täte“) gegen Schwäbisch Dààg, Wàsser und däät ab.
Zu diesen Diphthongen treten die neuen Diphthonge öi, oi, ui, die aus der Vokalisierung von l nach Vokal zu i entstanden sind. Insgesamt unterscheiden die meisten bairischen Dialekte 10 Diphthonge, nämlich:
| Diphthong | Beispiele   | standarddeutsch | Diphthong | Beispiele      | standarddeutsch |
| --------- | ----------- | --------------- | --------- | -------------- | --------------- |
| ea        | i hea (her) | ich höre        | ei        | nei            | neu             |
| oa        | i woaß      | ich weiß        | åi, oi    | fåin, foin     | fallen          |
| ia        | d’Liab      | die Liebe       | öi, äi    | schnöi, schnäi | schnell         |
| ua        | i dua       | ich tue         | ui        | i fui          | ich fühle       |
| au        | i schau     | ich schaue      | ou        | Doud           | Tod             |

#### Historischer Exkurs: altes vs. jungesei
Ein besonderes Charakteristikum des Bairischen ist der Vokal oa (in Ostösterreich als a ausgesprochen), der aus dem Mittelhochdeutschen ei entstanden ist. Dieser Lautwandel betrifft jedoch nur das sogenannte ältere ei des Deutschen, nicht jedoch das jüngere ei, das erst im Zuge der neuhochdeutschen Diphthongierung aus dem mittelhochdeutschen langen î entstanden ist, und daher den Lautwandel nicht mehr mitgemacht hat. Deshalb heißt es auf Bairisch „oans, zwoa, drei“ – die ersten beiden Zahlwörter haben ein älteres ei als Stammvokal, das dritte Zahlwort ein jüngeres ei, welches auf Mittelhochdeutsch noch drî lautete.
Allerdings gibt es im Bairischen ein drittes, noch jüngeres ei, das durch die Entrundung des Diphthongs nhd. eu, äu entstanden ist, der vom Langvokal mhd. iu ([yː]), bzw. mhd. öu abstammt. Allerdings lassen sich immer noch Reflexe eines älteren Lautstandes finden. So kann es in Tiroler Mundarten nui (neu), tuier (teuer) oder Tuifl (Teufel) heißen, während in Salzburg beispielsweise noi (neu), toia (teuer) oder Toifi (Teufel) gehört werden kann. Eine kurze Übersicht:
| Laut         | mittelhochdeutscher Lautstand | bairischer Lautstand                                    | neuhochdeutscher Lautstand                 | englischer Vergleich           |
| ------------ | ----------------------------- | ------------------------------------------------------- | ------------------------------------------ | ------------------------------ |
| altes ei     | ei                            | oa, z. B. gloa, Goaß, Stoa, Loab, hoazn                 | ei, z. B. klein, Geiß, Stein, Laib, heizen | clean, goat, stone, loaf, heat |
| mittleres ei | î                             | ei, z. B. weiß, dreim, reitn, Leiwi                     | ei, z. B. weiß, treiben, reiten, Leib      | white, drive, ride, life       |
| junges ei    | iu                            | ei, z. B. nei/neig/neich, deia, Deifi, Greiz, Hei/Heing | eu, z. B. neu, teuer, Teufel, Kreuz, Heu   | new, dear, devil, cross, hay   |

Im Nordbairischen erscheint oa (mittelhochdeutsch ei) je nach Dialekt und Lautumgebung als oa, oi oder åå (letzteres nur im Norden zum Ostfränkischen hin). So klingt a kloana Stoa in Teilen des Nordbairischen wie a kloina Stoi.
Anmerkungen
Geistliche Wörter
Es gibt allerdings Ausnahmen von der Lautwandelregel ei > oa, die vor allem Wörter betreffen, die vermutlich durch ihren Gebrauch im Gottesdienst in ihrer alten Gestalt bewahrt wurden; dabei handelt es sich um Geist, Fleisch, heilig und den Monatsnamen Mai, die eigentlich Goast, Floasch, hoalig, und Moa lauten müssten, aber in dieser Lautgestalt im Bairischen nicht existieren.
Boa(r) oder Baier?
Die herkömmliche bairische Lautung für „Baier“, „Bairin“, „Baiern“, „bairisch“ und „Bayern“ ist Boa(r), Boarin, Boa(r)n, boaresch/boarisch, Boa(r)n. Im 20. Jahrhundert haben sich allerdings – je nach Wort unterschiedlich stark – die schriftdeutschen Lautungen breitgemacht. In der älteren Mundart wurde der Landesname zudem häufig mit dem sächlichen Artikel verbunden: s Boarn „das Bayern“.

### Konsonanten
Das bairische Konsonantensystem umfasst ca. 20 Phoneme, deren Status teilweise umstritten ist:
|               | bilabial | labio- dental | alveolar | post- alveolar | palatal | velar | glottal |
| ------------- | -------- | ------------- | -------- | -------------- | ------- | ----- | ------- |
| Plosive       | b p      |               | d t      |                |         | g k   | ʔ       |
| Affrikaten    | pf       |               | ts       | tʃ             |         | (kx)  |         |
| Nasale        | m        |               | n        |                |         | ŋ     |         |
| Vibranten     |          |               | r        |                |         |       |         |
| Frikative     |          | f v           | s (z)    | ʃ              | (ç)     | (x)   | h       |
| Approximanten |          |               |          |                | j1      |       |         |
| Laterale      |          |               | l        |                |         |       |         |

Dabei ist der Laut j ein Halbvokal. Eingeklammerte Konsonanten sind Allophone anderer Konsonanten; diese verteilen sich wie folgt:
- h tritt nur im Anlaut auf, seine Allophone x und ç dagegen im In- oder Auslaut
- z tritt als stimmhafte Variante von s in manchen Dialekten auf, v. a. intervokalisch; niemals jedoch im Anlaut, wie es im Bühnendeutschen der Fall ist
- Einige Mundarten, vor allem südbairische Dialekte wie das Tirolerische, kennen die bei der hochdeutschen Lautverschiebung entstandene Affrikata kx.

Obwohl die Fortis-Verschlusslaute p und t mit ihren Lenis-Pendants b und d im Anlaut zusammengefallen sind, können sie nicht als zwei Allophone jeweils eines Phonems gelten, da sie in gewissen Positionen bedeutungsunterscheidend sind. Lediglich im Anlaut können sie als Varianten, deren Aussprache vom nachfolgenden Laut abhängt, betrachtet werden – siehe dazu folgenden Absatz und den Glottisschlag weiter unten.

#### Plosiveoder Verschlusslaute
In den meisten bairischen Mundarten sind die Fortis- und Lenis-Verschlusslaute p, t, k und b, d, g im Anlaut und zwischen Vokalen zusammengefallen und werden daher nicht weiter unterschieden. Deshalb heißt der „Tag“ auf bairisch da Dåg, das „Kreuz“ heißt as Greiz, und die „Petersilie“ heißt da Bêdasui, und deshalb fallen Wörter wie „trinken“ und „dringen“ zu dringa zusammen. Als einziger Fortis-Laut ist k- am Wortanfang erhalten, wenn ihm ein Vokal nachfolgt; vor r, l und n wird er ebenfalls zum g lenisiert. Zu beachten ist allerdings, dass die bairischen Lenes zwar unbehaucht, im Allgemeinen aber stimmlos sind. Sie klingen für Nord- und Mitteldeutsche daher nicht wie b, d, g, sondern wie eine Mischung aus diesen und p, t, k.
Die Laute b, d und g werden jedoch am Wortanfang vor s, sch, f und h fortisiert; diese neuen Fortis-Laute haben jedoch keinen Phonem-, sondern lediglich Allophon-Status, weil sie nur in bestimmter Umgebung auftreten, wo ihre Lenis-Varianten nicht vorkommen, und daher sich zu diesen nicht bedeutungsunterscheidend verhalten können. Beispiele für Fortisierung im Bairischen:
| Lenis   | Fortis   | standarddeutsch |
| ------- | -------- | --------------- |
| b+hiátn | > phiátn | behüten         |
| d+Hex   | > tHex   | die Hexe        |
| g+hoitn | > khoitn | gehalten        |

#### Frikativeoder Gleitlaute
Das Bairische kennt fünf Frikative; f (stimmlos) und w (stimmhaft) bilden dabei ein Paar. Der Frikativ s ist außer vor n immer stimmlos, also im Gegensatz zum Deutschen auch am Wortanfang. Dazu kommen die mit Buchstabenkombinationen geschriebenen Laute ch und sch, wobei ch als Allophon [⁠x⁠] oder [⁠ç⁠] (nach -i- oder -e-) zu anlautendem h [⁠h⁠] im In- oder Auslaut auftritt. Der Laut ch kommt anders als im Deutschen nicht nach -n- vor, daher bair. Minga, mank, Menk vs. dt. München, manch, Mönch,

#### Sonoranten
Das Bairische besitzt das gleiche Sonoranteninventar wie das Standarddeutsche, nämlich die Nasallaute m, n und ng [⁠ŋ⁠] sowie l, r und j. Das r wird in manchen Gegenden mit der Zungenspitze gerollt, in anderen Gegenden mit dem Gaumenzäpfchen (sog. uvulares r), ohne dass dies von Bairisch-Sprechern als Fehler empfunden wird.

## Morphologie (Formenlehre)

### Nominalflexion
Die gesamte bairische Nominalflexion richtet sich am Substantiv aus, dessen grammatisches Geschlecht oder Genus die Deklination der Nominalphrase konstituiert; d. h., sowohl Artikel als auch Adjektiv und andere Attribute müssen in Genus, Kasus und Numerus an das Substantiv, das sie begleiten, angeglichen werden.
Es existieren drei Genera: maskulin, feminin und neutrum.
Als paradigmatische Kategorien existieren die Fälle oder Kasus Nominativ, Dativ und Akkusativ sowie die Numeri Singular und Plural. Adjektive können ferner gesteigert werden.

#### DerArtikel
Im Bairischen werden Substantive anhand ihres grammatischen Geschlechts, des Genus, aufgeteilt; das Genus ist im Regelfall nicht am Substantiv selbst erkennbar, sondern an dessen begleitendem bestimmten Artikel:
| maskulin           | feminin           | neutrum               | Plural                |
| ------------------ | ----------------- | --------------------- | --------------------- |
| da Hund (der Hund) | d’Ruam (die Rübe) | as/’s Kind (das Kind) | de/d’Leid (die Leute) |

Der bestimmte Artikel Singular der Feminina, d’, assimiliert oft an den Anlaut des zu begleitenden Substantivs: vor Frikativen (f, h, s, z) wird er zu t’ verhärtet, vor Labialen (b, m, p) zu b’ und vor Velaren (g, k) zu g’- assimiliert. Beispiele:
| d’ > t’            | d’ > b’               | d’ > g’                 |
| ------------------ | --------------------- | ----------------------- |
| t’Frau (die Frau)  | b’Bian (die Birne)    | g’Gåfi/Gåbe (die Gabel) |
| t’Haud (die Haut)  | b’Muadda (die Mutter) | g’Kua (die Kuh)         |
| t’Sunn (die Sonne) | b’Pfånn (die Pfanne)  |                         |

Vor f- kann er jedoch bei Allegro-Aussprache auch zu p’ werden: p’Frau (die Frau), p’Fiaß (die Füße).
Der unbestimmte Artikel ist dagegen für alle drei Genera im Nominativ identisch; im Gegensatz zum Standarddeutschen kennt das Bairische allerdings auch einen unbestimmten Artikel im Plural (vgl. Französisch des):
| maskulin         | feminin              | neutrum           |
| ---------------- | -------------------- | ----------------- |
| a Må (ein Mann)  | a Frau (eine Frau)   | a Kind (ein Kind) |
| oa Måna (Männer) | oa Frau(a)n (Frauen) | oa Kinda (Kinder) |

Im Basilekt wird a vor einem Vokal zu an. Im Niederbairischen tritt der unbestimmte Artikel im Plural teilweise in der Lautgestalt oi auf, im Kärntnerischen als ane; der bestimmte Artikel behält immer den auslautenden Vokal (de, nie d’).
Der Artikel wird im Bairischen flektiert, d. h., an ihm wird der Kasus deutlich gemacht. Weil die meisten Substantive im Bairischen alle Kasusendungen verloren haben, ist die Kasusanzeige weitgehend auf den Artikel konzentriert. Ein Überblick über sein Paradigma:
| best. | maskulin | feminin | neutrum         | Plural         |
| ----- | -------- | ------- | --------------- | -------------- |
| nom:  | da Hund  | d’Ruam  | as Kind/’s Kind | de Leid/d’Leid |
| dat:  | im Hund  | da Ruam | im Kind         | de Leid/d’Leid |
| akk:  | in Hund  | d’Ruam  | as Kind/’s Kind | de Leid/d’Leid |

| unbest. | maskulin | feminin       | neutrum | Plural        |
| ------- | -------- | ------------- | ------- | ------------- |
| nom:    | a Hund   | a Ruam        | a Kind  | oa/oi Leid    |
| dat:    | am Hund  | ana/oana Ruam | am Kind | ane/oane Leid |
| akk:    | an Hund  | a Ruam        | a Kind  | oa/oi Leid    |

#### Das Substantiv
Das Substantiv gehört zu den flektierenden Wortarten des Bairischen; sein markantestes Kriterium ist – wie in anderen germanischen Sprachen – das Geschlecht (Genus), welches sich nur selten nach dem zu bezeichnenden Gegenstand orientiert und deshalb mit jedem Wort mitgelernt werden muss. Der Kenner der deutschen Sprache sollte damit jedoch kein Problem haben.

##### Pluralbildung
Das Bairische hat drei der vier im Standarddeutschen gebräuchlichen Kasus bewahrt: Nominativ, Dativ und Akkusativ. Letztere beiden fallen teilweise zusammen; Genitiv ist nur in erstarrten Redewendungen erhalten. Wie im Standarddeutschen wird das bairische Substantiv nur selten dekliniert, sondern drückt Kasus durch den begleitenden Artikel aus.
Es gibt verschiedene Deklinationsklassen, die sich hauptsächlich in der Pluralbildung unterscheiden; als grobe Richtlinie wird zwischen der schwachen Deklination (sog. n-Klasse) und der starken Deklination (sog. a-Klasse) unterschieden.
 Schwache Substantive 
Schwache Substantive enden für gewöhnlich auf -n im Plural. Viele schwache Feminina bilden bereits den Singular auf das Suffix -n, so dass sie im Plural entweder gleich lauten oder ein -a anfügen (in Analogie zu den stark flektierten Substantiven). Besonders die schwachen Maskulina haben im Singular eine Endung für die obliquen Kasus, d. h. für alle Kasus außer dem Nominativ, bewahrt. Sie lautet meistens auf -n.
Zur Klasse der schwachen Substantive (W1) zählen Maskulina und Feminina auf -n im Plural sowie alle Feminina mit der Pluralendung -an (die meistens im Singular auf -ng auslauten; das -a- ist hierbei ein sog. Sprossvokal bzw. epenthetisch). Ferner lassen sich alle Maskulina und Neutra, die im Singular auf das Suffix -i enden, hier einordnen. Viele der verwandten Substantive des Hochdeutschen sind dort allerdings stark, daher der jeweils standarddeutsche Plural zum Vergleich:
| W1: -n | Singular | Plural | standarddeutsch | Singular | Plural    | standarddeutsch | Singular | Plural    | standarddeutsch |
| ------ | -------- | ------ | --------------- | -------- | --------- | --------------- | -------- | --------- | --------------- |
| m:     | Hås      | Håsn   | Hase            | Busch    | Buschn    | Busch           | Deifi    | Deifin    | Teufel          |
| f: -n  | Brugg    | Bruggn | Brücke, Brücken | Goaß     | Goaßn     | Ziege           | Nuss     | Nussn     | Nuss            |
| f: -an | Dàm      | Dàman  | Dame            | Schlång  | Schlångan | Schlange        | Zeidung  | Zeidungan | Zeitung         |
| n:     | Oar      | Oarn   | Ohr             | Bleami   | Bleamin   | Blume           | Schdiggi | Schdiggin | Stück           |

 Starke Substantive 
Bei den starken Deklinationsklassen gibt es keine Kasusendungen; die einzige Veränderung am Wort findet bei der Numerusflexion statt, also beim Wechsel von Singular zu Plural. Es gibt dabei verschiedene Möglichkeiten, den Plural im Bairischen zu markieren. Starke Maskulina und Neutra nutzen die Endung -a, die meist aus der mittelhochdeutschen Endung -er entstanden und als solche im Neuhochdeutschen noch erhalten ist. Es gibt jedoch auch Wörter, die sich erst in neuer Zeit in diese Klasse eingereiht haben, also einen a-Plural bilden, ohne jemals einen er-Plural besessen zu haben.
Feminina bilden ihren Plural oft mit der Endung -an, so wie es das Wort Endung selbst tut: oa Endung, zwoa Endungan.
Man kann Substantive anhand ihrer Pluralformen in verschiedene Klassen einteilen. Die häufigsten Möglichkeiten der Pluralbildung sind Umlaut oder Suffigierung; beide Möglichkeiten können auch kombiniert werden. Als Pluralendungen treten -n und -a auf; an Umlauten gibt es folgende Varianten:
| S1: Umlaut (UL) | Singular   | Plural | standarddeutsch | S2: UL + -a | Singular  | Plural | standarddeutsch |
| --------------- | ---------- | ------ | --------------- | ----------- | --------- | ------ | --------------- |
| å > à           | Nåcht (f)  | Nàcht  | Nacht           |             |           |        |                 |
| å > e           | Dåg (m)    | Deg    | Tag             |             | Lånd (n)  | Lenda  | Land            |
| o > e           | Dochta (f) | Dechta | Tochter         |             | Loch (n)  | Lecha  | Loch            |
| u > i           | Fuchs (m)  | Fichs  | Fuchs           |             | Mund (m)  | Minda  | Mund            |
| au > ai         | Maus (f)   | Mais   | Maus            |             | Haus (n)  | Haisa  | Haus            |
| ua > ia         | Bruada (m) | Briada | Bruder          |             | Buach (n) | Biacha | Buch            |
| åi, oi > äi, öi | Fåi (m)    | Fäi    | Fall            |             | Woid (m)  | Wöida  | Wald            |

Die hier angeführten Beispiele bilden die Klassen 1 und 2 der starken Substantive, deren Kennzeichen ein Umlautplural ist. Die Klasse (S1) besitzt neben dem Umlaut kein weiteres Pluralkennzeichen, ist also endungslos; ihr gehören nur Maskulina und Feminina an.
Zur Klasse S2, die sich durch Umlautplural plus Endung -a (die meist der standarddeutschen Endung -er entspricht) auszeichnet, gehören einige Maskulina und viele Neutra. Es gelten die gleichen Umlautregeln wie oben:
Zur Klasse S3 gehören alle Maskulina, Feminina und Neutra ohne Umlaut mit Pluralendung -a; dabei enden die meisten Feminina im Singular auf die ursprüngliche Dativendung -n. Einige Maskulina, deren Stamm auf Vokal auslautet, haben die Endung -na:
| S3: -a | Singular | Plural    | standard-deutsch | Singular | Plural  | standard-deutsch | Singular | Plural       | standard-deutsch |
| ------ | -------- | --------- | ---------------- | -------- | ------- | ---------------- | -------- | ------------ | ---------------- |
| m:     | Bàm      | Bàm, Bàma | Baum             | Mõ, Må   | Måna    | Mann             | Stõa     | Stõa, Stoana | Stein            |
| f:     |          |           |                  | Ein      | Eina    | Eule             | Paradeis | Paradeisa    | Tomate           |
| n:     | Kind     | Kinda     | Kind             | Liacht   | Liachta | Licht            | Gschèft  | Gschèfta     | Geschäft         |

Als letzte starke Klasse (S4) gelten Substantive mit Nullplural, zum Beispiel ‚Fisch‘ (m) und ‚Schaf‘ (n). In manchen Dialekten drücken diese Substantive den Plural jedoch durch Vokalkürzung oder -längung aus. Diese Klasse besteht eigentlich nur aus Maskulina und Neutra; alle Feminina auf -n, die historisch gesehen zu den schwachen Substantiven gehören, können jedoch auch hierhergezählt werden, da ihr Plural ebenso unmarkiert ist: ‚Àntn – Àntn‘ „Ente“. Diese Feminina wechseln jedoch allmählich zur Gruppe S3 und nehmen im Plural die Endung -a an (vgl. oben das Beispiel Ein „Eule“).
Ferner gibt es einige unregelmäßige Pluralformen im Bairischen:
|    | Singular        | Plural        | standarddeutsch |
| -- | --------------- | ------------- | --------------- |
| m: | Boar, auch Baia | Baian         | Baier           |
| f: | Beng            | Benk          | (Sitz-)Bank     |
| n: | Gscheng         | Gschenka      | Geschenk        |
| n: | Aug             | Aung          | Auge            |
| n: | Fàggi           | Fàggin/Fàggal | Ferkel, Schwein |
| n: | Kaiwi           | Kaiwin/Kaibla | Kalb            |

Folgende Wörter existieren nur im Plural: Leid (Leute), Heana/Hiana (Hühner), Fiacha (das Vieh, also zum Beispiel Rinder; nicht zu verwechseln mit Fiech, Fiecha, also zum Beispiel Mücken).

##### Kasusrelikte
Einige schwache Maskulina haben Kasusendungen in den obliquen Fällen, also im Dativ und Akkusativ bewahrt, z. B. Fåda „Vater“ und Bua „Sohn; Knabe, Junge“:
| best. | Singular | Plural   |  | best. | Singular | Plural     |
| ----- | -------- | -------- |  | ----- | -------- | ---------- |
| nom   | da Fåda  | t’Fådan  |  | nom   | da Bua   | d’Buam(a)  |
| dat   | am Fådan | di Fådan |  | dat   | am Buam  | di Buam(a) |
| akk   | an Fådan | t’Fådan  |  | akk   | an Buam  | d’Buam(a)  |

Vielfach wird d/ über die Wortgrenze hinweg assimiliert (Sandhi), so heißt es zumeist Nom./Akk. Pl. b Fådan und b buam(a).
Ebenso wie Fåda flektieren Baua „Bauer“, Boi „Ball“, Breiss (von Preusse) „Norddeutscher; Fremder“, Depp „Depp“, Buasch [österr.] „Bursche, Bub, Junge“, Frånk „Franke“, Frånzos „Franzose“, Hiasch „Hirsch“, Hås „Hase“, Lef „Löwe“ und einige andere. Ähnlich wie Bua flektieren die Wörter Råb „Rabe“ und Schwåb „Schwabe“: alle Formen außer Nominativ Singular haben an Stelle von -b den Stammauslaut -m: Råm, Schwåm; die Pluralform Råma, Schwåma sind selten.

##### Exkurs: Abweichendes Genus vom Standarddeutschen
Das grammatische Geschlecht eines Substantivs wird am Artikel markiert (vgl. oben). In den meisten Fällen entspricht das Genus eines bairischen Wortes dem des entsprechenden Wortes im Standarddeutschen. Es gibt aber nicht wenige Ausnahmen. Viele von ihnen finden sich auch bei den benachbarten Alemannischen Dialekten, zum Beispiel im Schwäbischen.
Zu beachten ist, dass im Österreichischen Hochdeutsch der Gebrauch des Geschlechtes in einzelnen Fällen vom Bundesdeutschen abweicht und mit dem Sprachgebrauche des Bairischen übereinstimmt.
| standarddeutsch                                 | bairisch                         |  | standarddeutsch                                | bairisch                    |
| ----------------------------------------------- | -------------------------------- |  | ---------------------------------------------- | --------------------------- |
| die Asche                                       | da Åschn (m)                     |  | die Karre, (in Österreich auch) der Karren     | da Kårn (m)                 |
| die Butter                                      | da Budda (m)                     |  | der Teller                                     | as Della/Dölla, as Dala (n) |
| das Radio                                       | da Radio (m)                     |  | der Kommentar                                  | auch: as Kommentar (n)      |
| die Kartoffel                                   | da Kardoffe (m)                  |  | die Schublade                                  | da Schublon (m)             |
| die Zwiebel                                     | da Zwife (m)                     |  | die Marmelade                                  | s’Mamalàd (n)               |
| das Virus                                       | da Virus * (m)                   |  | die Schokolade                                 | da Tschoglàd (m)            |
| die Scherbe                                     | da Scheam (m)                    |  | die Socke, (in Österreich) der Socken          | da Socka (m)/as Segge (n)   |
| die Zehe                                        | da Zêcha (m)                     |  | die Zacke                                      | da Zaggn (m)                |
| die Petersilie                                  | da Bèdasui/Bèdasüü (m)           |  | die Ratte                                      | da Råtz (m)                 |
| die Schürze                                     | da Schurz (m)                    |  | die Wespe                                      | da Weps (m)                 |
| das Vaterunser                                  | da Vadtaunsa * (m)               |  | die Zecke, (in Österreich auch) der Zeck       | da Zegg (m)                 |
| der Monat                                       | auch: s Monad *** (n)            |  | die Heuschrecke                                | da Heischregg (m)           |
| das Heu                                         | d’Heing (f) oder as Hai (n)      |  | die Schnecke, (in Österreich auch) der Schneck | da Schnegg (m)              |
| der Tunnel                                      | as Tunnöi/Tunnöö/Tunell[-'-] (n) |  | die Spitze, (in Österreich) der Spitz          | da Schbiez (m)              |
| der Sumpf                                       | d’Sumpfn (f)                     |  | die Ecke, (in Österreich) das Eck              | s’Egg (n)                   |
| das Fett                                        | b’Feddn (f)                      |  | das Masel, (in Österreich auch) die Masen      | d’Màsn                      |
| der Ketchup, (in Bayern/Österreich) das Ketchup | s’Ketchup (n)                    |  | die Praline                                    | das Praliné (n)             |

#### Pronomina

##### Personalpronomina
Bei den Personalpronomina unterscheidet das Bairische teilweise, wie viele romanische und slawische Sprachen, zwischen betonten und unbetonten Formen im Dativ (nur 1., 2. Singular) und Akkusativ (nur 3. Singular und Plural); ferner gibt es ein eigenständiges Höflichkeitspronomen in der direkten Anrede, vergleichbar dem deutschen „Sie“:
|          | 1. Singular | 2. Singular | 3. Singular         | 1. Plural | 2. Plural     | 3. Plural | Höflichkeitspronomen |
| -------- | ----------- | ----------- | ------------------- | --------- | ------------- | --------- | -------------------- |
| nom      | i           | du          | ea, se/de, des      | mia       | eß/öß/ia*     | se        | Si                   |
| unbetont | i           | --          | -a, -'s, -'s        | -ma       | -'s           | -'s       | -'S                  |
| dat      | mia         | dia         | eam, eara/iara, dem | uns       | enk/eich **** | ea, eana  | Eana                 |
| unbetont | -ma         | -da         |                     |           |               |           |                      |
| akk      | -mi         | -de         | eam, eara/iara, des | uns       | enk/eich*     | ea, eana  | Eana                 |
| unbetont |             |             | -'n, …, -'s         |           |               | -'s       | Si                   |

Im Nordbairischen lautet der Nominativ der 2. Pl. dia, im Südbairischen der Dativ der 3. Pl. sen.
Bei der Kombination mehrerer unbetonter Personalpronomina, die auf -'s verkürzt sind, wird der Bindevokal -a- eingeschoben; bei der Reihenfolge der Anordnung gibt es, im Gegensatz zum Deutschen, verschiedene Varianten. Es kann auch zu Mehrdeutigkeit kommen – ein paar Beispiele:
|      | unbetont               | *(ausgeschrieben)                  | standarddeutsch                    |
| ---- | ---------------------- | ---------------------------------- | ---------------------------------- |
| 1.a) | Håm’s da’s scho zoagt? | Håm s(e) d(ia) (de)s scho zoagt?   | Haben sie es dir schon gezeigt?    |
|      | oder:                  | Håm s d(ia) s(dia) scho zoagt?     | Haben sie sie dir schon gezeigt?   |
| 1.b) | Håm’sas da scho zoagt? | Håm s (de)s d(ia) scho zoagt?      | Haben sie es dir schon gezeigt?    |
|      | oder:                  | Håm s(e) da d(ia) scho zoagt?      | Haben sie sie dir schon gezeigt?   |
| 2.a) | Håd a ma’n no ned gem? | Håd (e)a m(ia) (der)n no ned gem?  | Hat er ihn mir noch nicht gegeben? |
| 2.b) | Håd a’n ma no ned gem? | *Håd (e)a d(ern) m(ia) no ned gem? | Hat er ihn mir noch nicht gegeben? |

##### Possessivpronomina
a) prädikativ:
|     | maskulin | feminin | neutrum | Plural |
| --- | -------- | ------- | ------- | ------ |
| nom | mẽi      | mẽi     | mẽi     | meine  |
| dat | meim     | meina   | meim    | meine  |
| akk | mein     | mẽi     | mẽi     | meine  |

b) attributiv:
|     | maskulin | feminin | neutrum | Plural |
| --- | -------- | ------- | ------- | ------ |
| nom | meina    | meine   | mei(n)s | meine  |
| dat | meim     | meina   | meim    | meine  |
| akk | mein     | meine   | mei(n)s | meine  |

Auch die Possessivpronomina deina und seina flektieren so. Das Possessivpronomen (Fem. Sg.) iara („ihrer“) ist aus der deutschen Hochsprache eingedrungen; ursprünglich verwendet das Bairische für weibliche Besitzer ebenfalls das Pronomen seina. Oft wird auch das substantivierte Adjektiv der mei(nige) (der dei(nige), der sei(nige), im Plural: de meinign, de deinign …) verwendet: „Wem ghead der?“ – „Des is da mẽi!“ (= des is da meinige!)

##### Indefinit- und Fragepronomina
Ebenso wie die oben aufgeführten Possessivpronomina flektieren die Indefinitpronomina koana „keiner“ sowie oana, das „einer“ auf Standarddeutsch heißt; man kann Letzterem wie im Deutschen das Wort iagad- („irgend-“) voranstellen.
Ferner gibt es das Indefinitpronomen ebba, ebbs „jemand, etwas“; es ist plurallos und flektiert wie folgt:
|     | Person | Sache |
| --- | ------ | ----- |
| nom | ebba   | ebbs  |
| dat | ebbam  | ebbam |
| akk | ebban  | ebbs  |

Hier wird also nicht zwischen den Geschlechtern, sondern zwischen Personen und Sachen unterschieden.
Ähnliches gilt für das Fragepronomen wea, wås „wer, was“:
|     | Person | Sache |
| --- | ------ | ----- |
| nom | wea    | wås   |
| dat | wem    | wem   |
| akk | wen    | wås   |

#### Adjektive
Viele bairische Adjektive haben eine Kurzform und eine Langform. Erstere wird in prädikativer Stellung verwendet, also dann, wenn das Adjektiv mit dem Hilfsverb sei ein Prädikat bildet (zum Beispiel as Gwand is rosa). Die Langform kommt zum Einsatz, wenn das Adjektiv als Attribut eines Substantivs dient (zum Beispiel des rosane Gwand), im Nominativ Neutrum Singular kann auch die Kurzform verwendet werden (a rosa(n)s Gwand).
Kurzform und Langform unterscheiden sich (wie schon im Beispiel) oft durch einen Endkonsonanten, der der Kurzform fehlt (in diesem Fall -n), und nur in der Langform (des schene Haus, aber: sche) auftritt. Meistens handelt es sich bei diesen auslautenden Konsonanten um -n, -ch, -g.

##### Deklination der Adjektive
Wie im Deutschen werden Adjektive in attributiver Stellung flektiert, d. h., sie erhalten verschiedene Endungen. Dabei muss unterschieden werden, ob sie ein Substantive mit bestimmtem Artikel begleiten (und daher selbst in bestimmter Form flektieren), oder eines mit unbestimmtem Artikel (und dann dementsprechend nach unbestimmtem Muster gebeugt werden). Werden Adjektive substantiviert gebraucht, also nur mit Artikel, richten sie sich ebenfalls nach diesem. Als Beispiel dient das Adjektiv sche (schön), dessen Stamm bei der Flexion um -n erweitert wird (außer beim Neutrum Singular).
| „sche“ unbestimmt | maskulin     | feminin          | neutrum        | Plural          |
| ----------------- | ------------ | ---------------- | -------------- | --------------- |
| nom:              | a schena Mo  | a schene Frau    | a schens Kind  | d’ schena Leid  |
| dat:              | am schena Mo | ana schenan Frau | am schena Kind | 'm schenan Leid |
| akk:              | an schena Mo | a schene Frau    | a schens Kind  | d’ schena Leid  |

| „sche“ bestimmt | maskulin       | feminin         | neutrum           | Plural        |
| --------------- | -------------- | --------------- | ----------------- | ------------- |
| nom:            | da schene Mo   | d’schene Frau   | as schene Kind    | d schena Leid |
| dat:            | (i)m schena Mo | da schenan Frau | am schena(n) Kind | d schena Leid |
| akk:            | n schena Mo    | d’ schene Frau  | as schene Kind    | d schena Leid |

In prädikativer Stellung dagegen werden Adjektive – wie im Deutschen – nicht flektiert, sondern nur in ihrer Nennform gebraucht:
| prädikativ  | maskulin      | feminin        | neutrum            | Plural          |
| ----------- | ------------- | -------------- | ------------------ | --------------- |
| unbestimmt: | a Mo is sche  | a Frau is sche | a Kind is sche     | d Leid sàn sche |
| bestimmt:   | da Mo is sche | d’Frau is sche | as/es Kind is sche | d Leid sàn sche |

##### Steigerung der Adjektive
Im Bairischen dient das Suffix -a zur Bildung des Komparativs, der ersten Steigerungsform. Grundlage des Komparativs ist die oben beschriebene Langform; bei manchen Adjektiven kommt es zu Umlauten, bei anderen zu Veränderung in der Vokallänge oder im konsonantischen Auslaut. Beispiele aus dem Westmittelbairischen:
| Umlaut            | Positiv | Komparativ   | Standarddeutsch           |
| ----------------- | ------- | ------------ | ------------------------- |
| kein Umlaut:      |         |              |                           |
|                   | gscheid | gscheida     | klug                      |
|                   | nei     | neiga/neicha | neu                       |
|                   | liab    | liawa        | lieb                      |
|                   | schiach | schiacha     | hässlich                  |
|                   | hoagli  | hoaglicha    | wählerisch                |
|                   | diaf    | diaffa       | tief                      |
| mit Vokalkürzung: |         |              |                           |
| å > e:            | lång    | lenga        | lang                      |
| å > à:            | wårm    | wàrma        | warm (Westmittelbairisch) |
| o > e:            | grob    | grewa        | grob                      |
| o > e:            | groß    | gressa       | groß                      |
| u > i:            | dumm    | dimma        | dumm                      |
| u > i:            | gsund   | gsinda       | gesund                    |
| u > i:            | jung    | jinga        | jung                      |
| oa > ea:          | broad   | breada       | breit                     |
| oa > ea:          | gloa    | gleana       | klein                     |
| oa > ea:          | hoaß    | heaßa        | heiß                      |
| oa > ea:          | woach   | weacha       | weich                     |
| oa > ea:          | woam    | weama        | warm (Ostmittelbairisch)  |
| oa > öi:          | koid    | köida        | kalt                      |
| oa > öi:          | oid     | öida         | alt                       |
| ua > ia:          | kuaz    | kiaza        | kurz                      |

Für den Superlativ wird je nach Landschaft eine eigene Form auf (wie im Standarddeutschen) -st gebildet oder aber auch nicht. In letzterem Falle wird der Komparativ als Superlativersatz hergenommen. So kann der Satz „Max Müller ist der größte der zwölf Knaben“ im Bairischen folgende Varianten produzieren: „Vo de zwöif Buam is dà Müller Màx am gressan (Komparativ)/am greßtn (Superlativ)/selten dà greßte/dà gressane.“
Es gibt auch suppletive Adjektivsteigerung, also Steigerung mit einem anderen Wortstamm (sog. starke Suppletion) oder einer Wortstammerweiterung (sog. schwache Suppletion):
| Suppletion | Positiv            | Komparativ | Superlativ  | Standarddeutsch |
| ---------- | ------------------ | ---------- | ----------- | --------------- |
| stark:     | guad               | bessa      | am bessan   | gut             |
| stark:     | stâd               | leisa      | am leisan   | leise           |
| schwach:   | deia (a deirigs …) | deiriga    | am deirigan | teuer           |

#### Numeralia (Zahlwörter)
Bairische Zahlwörter enden je nach Region unterschiedlich, aber meist auf -e, welches sie jedoch in attributiver Stellung oft abstoßen; sie sind unveränderlich, flektieren also nicht. Ausnahme davon ist das Zahlwort oans für die Zahl 1.
Es folgt eine Auflistung der wichtigsten Numeralia; sie sind teilweise wegen ihrer ungewöhnlichen Konsonantenabfolgen für Nichtmuttersprachler schwer auszusprechen:
| 1  | oas/oans/àns |  | 11 | öif(e)/ööf            |  | 21 | oana-/ànazwånzg(e)     |  |     |                    |  |      |                 |
| 2  | zwoa/zwà*    |  | 12 | zwöif(e)/zwööf        |  | 22 | zwoara-/zwàrazwånzg(e) |  |     |                    |  | 200  | zwoa-/zwàhundad |
| 3  | drei         |  | 13 | dreizea/dreizen       |  | 23 | dreiazwånzg(e)         |  |     |                    |  | 300  | dreihundad      |
| 4  | fiar(e)      |  | 14 | fiazea/fiazen         |  | 24 | fiarazwånzg(e)         |  | 40  | fiazg(e)           |  | 400  | fiahundad       |
| 5  | fimf(e)      |  | 15 | fuchzea/fuchzen       |  | 25 | fimfazwånzg(e)         |  | 50  | fuchzg(e)          |  | 500  | fimfhundad      |
| 6  | seggs(e)     |  | 16 | sechzea/sechzen       |  | 26 | seggsazwånzg(e)        |  | 60  | sechzg(e)          |  | 600  | sechshundad     |
| 7  | siem(e)      |  | 17 | sibzea/sibzen         |  | 27 | simmazwånzge           |  | 70  | sibzg(e)/siwazg(e) |  | 700  | siemhundad      |
| 8  | åcht(e)      |  | 18 | åchzea/åchzen         |  | 28 | åchtazwånzge           |  | 80  | åchtzg(e)          |  | 800  | åchthundad      |
| 9  | neine/nei    |  | 19 | neizea/neizen         |  | 29 | neinazwånzge           |  | 90  | neinzg(e)          |  | 900  | neihundad       |
| 10 | zeene/zeah   |  | 20 | zwånzg(e)e/zwoanzg(e) |  | 30 | dreißge                |  | 100 | hundad             |  | 1000 | dausnd          |

- Das Westmittelbairische unterscheidet bei der Zahl „zwei“ regional noch in drei Geschlechter: „zwee“ (maskulin), „zwo“ (feminin) und „zwoa/zwà“ (neutrum), wobei diese Unterscheidung jedoch inzwischen veraltet bzw. veraltend ist und durch die sächlich Form „zwoa/zwà“ verdrängt wurde.

Beispielsätze: „Sie hand ea zwee“ = „Es sind zwei (Männer, Jungen etc.)“, „Sie hand ea zwo“ = „Es sind zwei (Frauen, Mädchen etc.)“.
Substantivierte Zahlen sind im Bairischen, wie im österreichischen Deutsch, Maskulina, in Deutschland dagegen Feminina:
| Bairisch           | Standarddeutsch (D) |  | Bairisch         | Standarddeutsch (D) |
| ------------------ | ------------------- |  | ---------------- | ------------------- |
| da Nulla           | die Null            |  | da Åchta         | die Acht            |
| da Oasa/Oansa/Ànsa | die Eins            |  | da Neina         | die Neun            |
| da Zwoara/Zwàra    | die Zwei            |  | da Zena          | die Zehn            |
| da Dreia           | die Drei            |  | da Öifa/Ööfa     | die Elf             |
| da Fiara           | die Vier            |  | da Zwöifa/Zwööfa | die Zwölf           |
| da Fimfa           | die Fünf            |  | da Dreizena      | die Dreizehn        |
| da Sechsa          | die Sechs           |  | da Dreißga       | die Dreißig         |
| da Simma/Siema     | die Sieben          |  | da Hundada       | die Hundert         |

### Verbalsystem
Das Bairische kennt nur ein synthetisches Tempus, das Präsens. Alle anderen Tempora, namentlich Futur und Perfekt, werden seit dem Oberdeutschen Präteritumschwund analytisch gebildet.
Als Modus neben Indikativ und Imperativ besitzt das Bairische ferner einen synthetischen, d. h. ohne Hilfsverb gebildeten, Konjunktiv, welcher dem standarddeutschen Konjunktiv II (meist in Funktion des Irrealis, des Optativ oder als Höflichkeitsform) entspricht.

#### Konjugation der schwachen Verben
Der Indikativ drückt wie im Deutschen die Wirklichkeit aus; er wird durch Anhängen verschiedener Endungen an den Verbstamm gebildet und ist im Allgemeinen dem Standarddeutschen relativ nahe. Vom Standarddeutschen abweichend sind teilweise die Pluralendungen.
Im Folgenden das Beispielparadigma des schwachen Verbs måcha (machen) im Indikativ und Konjunktiv sowie im Imperativ:
| måcha | Indikativ      | Imperativ | Konjunktiv  |
| ----- | -------------- | --------- | ----------- |
| 1. Sg | i måch         | —         | i måchad    |
| 2. Sg | du måchst      | måch!     | du måchast  |
| 3. Sg | er måcht       | —         | er måchad   |
| 1. Pl | mia måchan*    | måchma!   | mia måchadn |
| 2. Pl | eß måchts      | måchts!   | eß måchats  |
| 3. Pl | se måchan(t)** | —         | se måchadn  |

Partizip II dieses Verbs ist gmåcht – siehe dazu genauer unter Vergangenheit.
* Vgl. aber den nächsten Absatz.

** Zur 3. Person Plural ist anzumerken, dass in manchen Gegenden (zum Beispiel in Kärnten) das Endungs-t aus dem Althochdeutschen bewahrt ist, welches sich im Schwäbischen als generelle Pluralendung durchgesetzt hat (mia, ia, si machet).
In der 1. Person Plural wurde nur eine Form aufgeführt. Tatsächlich gibt es aber außer der obigen (älteren) Kurzform auch noch eine (jüngere) Langform, die (außer im untergeordneten Satz, wo sie in den meisten Regionen ungrammatisch ist) die häufiger verwendete ist. Sie wird gebildet, indem man die Endung -an durch die Endung -ma ersetzt, also: måchma. Zur Entstehung dieser Form s. u. Exkurs.

##### Verben mit Auslautwechsel
Es gibt jedoch Verben, die von diesem Endungsschema abweichen, weil ihr Stamm auf -g oder -b auslautet, und dadurch mit der ursprünglichen Infinitivendung -n zu -ng bzw. -m verschmilzt. Außerdem wird Stammauslaut -b vor vokalischer Endung in der Regel zu -w- frikativisiert. Dadurch entsteht sog. Auslautwechsel bei der Flexion; als Beispiele seien sång (sagen) und lem (leben) angeführt:
| sång  | Indikativ  | Imperativ | Konjunktiv |
| ----- | ---------- | --------- | ---------- |
| 1. Sg | i såg      | —         | i sågad    |
| 2. Sg | du sågst   | såg!      | du sågast  |
| 3. Sg | er sågt    | —         | er sågad   |
| 1. Pl | mia sång   | —         | mia sågadn |
| 2. Pl | eß sågts   | —         | eß sågats  |
| 3. Pl | se sång(t) | —         | se sågadn  |

Das Partizip II lautet gsågt; Partizip I ist nicht gebräuchlich.
| lem   | Indikativ | Imperativ | Konjunktiv |
| ----- | --------- | --------- | ---------- |
| 1. Sg | i leb     | —         | i lewad    |
| 2. Sg | du lebst  | leb!      | du lewast  |
| 3. Sg | er lebt   | —         | er lewad   |
| 1. Pl | mia lem   | —         | mia lewadn |
| 2. Pl | eß lebts  | —         | eß lewats  |
| 3. Pl | se lem(t) | —         | se lewadn  |

Das Partizip I lautet lewad „lebend“, das Partizip II glebt.

##### Verben mit Themasuffix-a-oder-i-
Eine weitere Gruppe von Verben, deren Infinitiv auf -an oder -in endet, zeigt in der 1. Person Singular die Endung -d; der Themavokal -a- bzw. -i- bleibt im gesamten Indikativparadigma erhalten. Diese Verben entsprechen oft den deutschen Verben auf -ern (> -an) bzw. -eln (> -in); als Beispiel zunächst zidan (zittern), welches im Konjunktiv einerseits wieder (-a- >) r-haltige Formen zeigen, andererseits auf Verdopplung der Silbe -ad- zurückgreifen kann:
| zidan | Indikativ   | Imperativ | r-Konjunktiv         | dupl. Konjunktiv   |
| ----- | ----------- | --------- | -------------------- | ------------------ |
| 1. Sg | i zidad     | —         | i zidrad             | i zidad            |
| 2. Sg | du zidast   | zida!     | du zidrast           | du zidadast        |
| 3. Sg | er zidad    | —         | er zidrad            | er zidad           |
| 1. Pl | mia zidan   | —         | mia zidradn/zidradma | mia zidadn/zidadma |
| 2. Pl | eß zidats   | zidats!   | eß zidrats           | eß zidadats        |
| 3. Pl | se zidan(t) | —         | se zidradn           | se zidadn          |

Anders als obiges Verb weist das nächste Verb kàmpin (kämmen) neben dem überall möglichen periphrastischen Konjunktiv (mittels Konjunktiv des Hilfsverbs doa) nur eine Möglichkeit des Konjunktivs auf, nämlich Stammmodulation i > l; eine Silbenverdopplung wie oben ist nicht möglich:
| kàmpin | Indikativ    | Imperativ | l-Konjunktiv |
| ------ | ------------ | --------- | ------------ |
| 1. Sg  | i kàmpid     | —         | i kàmplad    |
| 2. Sg  | du kàmpist   | kàmpid!   | du kàmplast  |
| 3. Sg  | er kàmpid    | —         | er kàmplad   |
| 1. Pl  | mia kàmpin   | —         | mia kàmpladn |
| 2. Pl  | eß kàmpits   | —         | eß kàmplats  |
| 3. Pl  | se kàmpin(t) | —         | se kàmpladn  |

#### Konjugation der starken Verben
Starke Verben bilden ihren Konjunktiv teilweise mit Ablaut anstelle des ad-Suffixes, sie können aber auch beides kombinieren.
Bei starken Verben mit Stammvokal -e-, -ea-, -ai- (siehe Beispiele oben) tritt zudem im Indikativ Singular und Imperativ Umlautung zu -i-, -ia-, -ui- auf, anders als im Standarddeutschen auch in der 1. Person. Stammvokal -a- wird hingegen nicht umgelautet: er schlagt.
| kema  | Indikativ   | Imperativ | Konj. + Ablaut | Konj. + Ablaut + ad |
| ----- | ----------- | --------- | -------------- | ------------------- |
| 1. Sg | i kim       | —         | i kâm          | i kâmad             |
| 2. Sg | du kimst    | kimm!     | du kâmst       | du kâmast           |
| 3. Sg | er kimt     | —         | er kâm         | er kâmad            |
| 1. Pl | mia keman   | —         | mia kâman/kâma | mia kâmadn/kâmadma  |
| 2. Pl | eß kemts    | —         | eß kâmts       | eß kâmats           |
| 3. Pl | se keman(t) | —         | se kâman       | se kâmadn           |

Partizip II dieses Verbs ist kema – siehe dazu genauer unter Vergangenheit.
Auch starke Verben können Auslautwechsel -b-/-w-/-m- zeigen; Beispiel gem „geben“:
| gem   | Indikativ | Imperativ | Konj. + Ablaut | Konj. + Ablaut + ad |
| ----- | --------- | --------- | -------------- | ------------------- |
| 1. Sg | i gib     | —         | i gâb          | i gâwad             |
| 2. Sg | du gibst  | gib!      | du gâbst       | du gâwast           |
| 3. Sg | er gibt   | —         | er gâb         | er gâwad            |
| 1. Pl | mia gem   | —         | mia gâm/gâma   | mia gâwadn/gâwadma  |
| 2. Pl | eß gebts  | —         | eß gâbts       | eß gâwats           |
| 3. Pl | se gem(t) | —         | se gâm         | gâwadn              |

Partizip II dieses Verbs ist gem.
Als Beispiel zum -g-/-ng-Wechsel dient sèng „sehen“; es gibt hier jedoch auch Formen ohne -e-/-i-Wechsel:
| sèng  | Indikativ      | Imperativ | Konj. + Ablaut  | Konj. + Ablaut + ad |
| ----- | -------------- | --------- | --------------- | ------------------- |
| 1. Sg | i sig/sèg      | —         | i sâg           | i sâgad             |
| 2. Sg | du sigst/sègst | sig/sèg!  | du sâgst        | du sâgast           |
| 3. Sg | er sigt/sègt   | —         | er sâg          | er sâgad            |
| 1. Pl | mia sèng       | —         | mia sâng/sângma | mia sâgadn/sâgadma  |
| 2. Pl | eß sègts       | —         | eß sâgts        | eß sâgats           |
| 3. Pl | se sèng(t)     | sèng ’S!  | se sâng         | sâgadn              |

Partizip I dieses Verbs ist sègad „sehend“, Partizip II gsèng.

#### Aufforderungen
Das Bairische hat eine Imperativform für die 2. Person Singular. Aufforderungen für die 1. und 2. Person Plural sowie für die höfliche Anrede werden mit Indikativ-Formen ausgedrückt, gegebenenfalls mit einem klitischen Personalpronomen. Es gelten folgende Regeln zur Bildung:
- für die 2. Person Singular nehme man den Wortstamm ohne Endung; bei starken Verben wird dabei ggf. Stammvokal -e- zu -i-; dies führt in der Regel zu Gleichheit mit der Form der 1. Person Sg. Ind. – das Personalpronomen du wird für gewöhnlich nicht benutzt (außer in der Emphase): måch!, får!, kimm!, gib! usw.
- für die 2. Person Plural nehme man die Indikativform; das betonte Personalpronomen darf wahlweise dazu benutzt werden: måchts!, fårts!, kemts!, gebts! usw.
- für die 1. Person Plural, den sog. Hortativ, nehme man die sog. Langform des Indikativs, die stets auf -(m)a endet (das ist das ehemals klitisierte Personalpronomen, siehe Kapitel Klitisierung); das betonte Personalpronomen mia darf wahlweise dazu benutzt werden: måchma!, fårma!, kemma!, gema! usw.
- in der höflichen Anrede verwendet man den Indikativ der 3. Plural, das ist der Wortstamm plus Endung -(a)n; dabei muss die unbetonte Form des Höflichkeitspronomens -S klitisiert werden: måchan’S!, fårn’S!, keman’S!, gem’S! usw.

#### Konjunktiv
Ein Konjunktiv mit klitisiertem Personalpronomen kann in der Funktion eines Optativs verwendet werden. Die Formen auf -ma entsprechen den Langformen des Konjunktiv, die die 1. Person Plural analog zu den Langformen des Indikativs aufweist.

#### Konjugation der Hilfsverben
Bei einigen oft gebrauchten Verben treten selten Veränderungen bei der Konjugation auf, darum sind diese hier aufgeführt. Außerdem zeigen sie viele regionale Sonderformen. Dazu gehören in erster Reihe die Hilfsverben sei (sein), håm (haben) und doa/dea/duan (tun).
| sei   | Indikativ           | Imperativ | Konjunktiv        |
| ----- | ------------------- | --------- | ----------------- |
| 1. Sg | i bi                | —         | i wâr/wârad*      |
| 2. Sg | du bist             | bi!       | du wâst/wârast*   |
| 3. Sg | er is               | —         | er wâr/wàrad*     |
| 1. Pl | mia sàn/hàn         | —         | mia wân/wâradn    |
| 2. Pl | eß sàts/hàts        | —         | eß wâts/wârats*   |
| 3. Pl | se/Se sàn(t)/hàn(t) | —         | se wân(t)/wâradn* |

Dabei können, wie bei allen Verben, die langen Konjunktivformen auch als lange Indikativformen im übergeordneten Satz auftreten.
Das Partizip II lautet gwen, seltener gwesn.
| håm   | Indikativ     | Imperativ | Konjunktiv         |
| ----- | ------------- | --------- | ------------------ |
| 1. Sg | i hå(n)       | —         | i hedd/hêd         |
| 2. Sg | du håst       | —         | du hest/hêst       |
| 3. Sg | er håd        | —         | er hedd/hêd        |
| 1. Pl | mia håm/håmma | —         | mia heddn/hêdn     |
| 2. Pl | eß håbts      | —         | eß hets/hêts       |
| 3. Pl | se/Se håm(t)  | —         | se heddn(t)hêdn(t) |

Das Partizip II lautet ghåbt, regional auch ghåd.
Das wichtigste Modalverb im Bairischen ist doa(n), welches in vielen regionalen Formen auftritt, die unmöglich hier alle aufgelistet werden können. Der Stammvokal kann -oa- mit Pluralumlaut -ea- sein (meist Westmittelbairisch), -ua- ohne Umlaut (eher Ostmittelbairisch) und -ua- mit Pluralumlaut -ia- (v. a. Tirolerisch). Jedoch gibt es in allen Dialekten sog. Allegroformen für den Indikativ Plural, die statt Diphthongs den kurzen Stammvokal -à- zeigen.
Außerdem wird von Gegend zu Gegend ein -n an den Infinitiv gefügt, oder auch nicht.
Hier das westmittelbairische Paradigma mit Umlaut im Indikativ Plural:
| doa(n) | Indikativ            | Imperativ | Konjunktiv         |
| ------ | -------------------- | --------- | ------------------ |
| 1. Sg  | i dua                | —         | i dâd/dâdad*       |
| 2. Sg  | du duast             | doa!      | du dâst/dâdast*    |
| 3. Sg  | er duad              | —         | er dâd/dàdad*      |
| 1. Pl  | mia dean/dàn         | —         | mia dâdn/dâdadn*   |
| 2. Pl  | eß deads/dàts        | —         | eß dâdats/dârats   |
| 3. Pl  | se/Se dean(t)/dàn(t) | —         | se dâdn(t)/dâdadn* |

Das Partizip II lautet då(n).
* Diese Formen sind hier recht selten; sie treten auch mit -r- an Stelle von -d- auf: i dàrad etc. (siehe auch 2. Pl im Paradigma). In der zweiten Person Plural ist die Langform mit d- oder r-Einschub dagegen obligatorisch, da die zu erwartende Form dàts in mit der Allegroform des Indikativs gleichlauten würde.

#### Modalverben
Die meisten Modalverben sind im Bairischen wie auch im Standarddeutschen sogenannte Präterito-Präsentia. Diese haben oft einen Vokalwechsel in der Indikativflexion, Nullendung in der 3. Person Singular sowie ein starkes Partizip II (welches immer mit dem Infinitiv gleichlautet und deshalb nicht extra angegeben wird). Im Folgenden sind die Paradigmen der wichtigsten Modalverben wiedergegeben:
deaffa (dürfen)
| Indikativ | Singular  | Plural             |  | Konjunktiv | Singular     | Plural       |
| --------- | --------- | ------------------ |  | ---------- | ------------ | ------------ |
| 1. Person | i deaf    | mia deaffan/deafma |  | 1. Person  | i deaffad    | mia deaffadn |
| 2. Person | du deafst | eß deafts          |  | 2. Person  | du deaffaast | eß deaffats  |
| 3. Person | er deaf   | se deaffan(t)      |  | 3. Person  | er deaffad   | se deaffadn  |

kina (können)
| Indikativ | Singular  | Plural                      |  | Konjunktiv | Singular       | Plural          |
| --------- | --------- | --------------------------- |  | ---------- | -------------- | --------------- |
| 1. Person | i kå/i ko | mia kinan/kenan/kimma/kemma |  | 1. Person  | i kànt/kunt    | mia kàntn/kuntn |
| 2. Person | du kåst   | eß kints/kents              |  | 2. Person  | du kànst/kunst | eß kànts/kunts  |
| 3. Person | er kå     | se kinan(t)/kenan           |  | 3. Person  | er kànt/kunt   | se kàntn/kuntn* |

Daneben gibt es auch den regulären Konjunktiv i kinad. Die Langformen der 1. Person Plural im Konjunktiv lauten mia kàntma bzw. mia kuntma; im Indikativ Plural existieren auch Formen mit Stammvokal -e statt -i-, die allerdings zum Zusammenfall mit dem Pluralparadigma des Verbs kena (kennen) führen, und deshalb nur regional gebraucht werden.
meng (mögen; in nicht-modaler Verwendung auch lieben)
| Indikativ | Singular | Plural       |  | Konjunktiv | Singular   | Plural      |
| --------- | -------- | ------------ |  | ---------- | ---------- | ----------- |
| 1. Person | i måg    | mia meng(ma) |  | 1. Person  | i mêchad   | mia mêchadn |
| 2. Person | du mågst | eß megts     |  | 2. Person  | du mêchast | eß mêchats  |
| 3. Person | er måg   | se meng(t)   |  | 3. Person  | er mêchad  | se mêchadn  |

miaßn (müssen)
| Indikativ | Singular  | Plural           |  | Konjunktiv | Singular    | Plural       |
| --------- | --------- | ---------------- |  | ---------- | ----------- | ------------ |
| 1. Person | i mua(ß)  | mia miaßn/miaßma |  | 1. Person  | i miassad   | mia miassadn |
| 2. Person | du muaßt  | eß miaßts        |  | 2. Person  | du miassast | eß miassats  |
| 3. Person | er mua(ß) | se miaßn(t)      |  | 3. Person  | er miassad  | se miassadn  |

woin (wollen)
| Indikativ | Singular       | Plural                    |  | Konjunktiv | Singular         | Plural            |
| --------- | -------------- | ------------------------- |  | ---------- | ---------------- | ----------------- |
| 1. Person | i wui/woi      | mia wuin/wuima woin/woima |  | 1. Person  | i wuiad/woiad    | mia wuiadn/woiadn |
| 2. Person | du wuist/woist | eß wuits/woits            |  | 2. Person  | du wuiast/woiast | eß wuiats/woiats  |
| 3. Person | er wui/woi     | se wuin(t)/woin(t)        |  | 3. Person  | er wuiad/woiad   | se wuiadn/woiadn  |

Ebenso flektiert das Modalverb soin/suin (sollen).

#### Unregelmäßige Verben
Als letztes Präterito-Präsentium existiert im Bairischen wissn (wissen), welches zwar kein Modalverb ist, aber ähnlich wie diese flektiert wird:
| Indikativ | Singular | Plural           |  | Konjunktiv | Singular   | Plural      |
| --------- | -------- | ---------------- |  | ---------- | ---------- | ----------- |
| 1. Person | i woaß   | mia wissn/wissma |  | 1. Person  | i wissad   | mia wissadn |
| 2. Person | du woaßt | eß wissts        |  | 2. Person  | du wissast | eß wissats  |
| 3. Person | er woaß  | se wissn(t)      |  | 3. Person  | er wissad  | se wissadn* |

Das Partizip II dieses Verbs wird allerdings schwach gebildet: gwisst, seltener gwusst.
Weitere unregelmäßige Verben sind im Folgenden aufgeführt:
gê (gehen)
| Indikativ | Singular | Plural           |  | Konjunktiv | Singular     | Plural        |
| --------- | -------- | ---------------- |  | ---------- | ------------ | ------------- |
| 1. Person | i gê     | mia gèngan/gèmma |  | 1. Person  | i gàng(ad)   | mia gànga(d)n |
| 2. Person | du gêst  | eß gèts          |  | 2. Person  | du gàng(a)st | eß gàng(a)ts  |
| 3. Person | er gêd   | se gèngan(t)     |  | 3. Person  | er gàng(ad)  | se gànga(d)n  |

Das Verb gê ist ein besonderer Fall: Zum einen lautet die Langform der ersten Person Plural gèmma, zum andern ist der Konjunktiv „i gàng(ad)“ eine bairische Eigenbildung. Bairische Schüler sind deshalb beim Erlernen des standarddeutschen Konjunktivs II oft der Meinung, zu „gehen“ laute dieser „gänge“ anstatt „ginge“.
Von diesem beeinflusst wurde das Paradigma des folgenden Verbs:
stê (stehen)
| Indikativ | Singular | Plural             |  | Konjunktiv | Singular   | Plural             |
| --------- | -------- | ------------------ |  | ---------- | ---------- | ------------------ |
| 1. Person | i stê    | mia stèngan/stèmma |  | 1. Person  | i stànd    | mia stàndn/stàndma |
| 2. Person | du stêst | eß stè(g)ts        |  | 2. Person  | du stàndst | eß stànts          |
| 3. Person | er stêd  | se stèngan(t)      |  | 3. Person  | er stànd   | se stàndn          |

#### Vergangenheit
Das Imperfekt, die synthetische Vergangenheitsform des Standarddeutschen und prinzipiell auch des Bairischen, existiert nur bei zwei Wörtern: sei (mit wår) und woin (mit woit), wobei auch dies nicht unumstritten autochthone Formen sind; es könnte sich um Lehngut aus der Hochsprache handeln. Bei diesen wird es zur Beschreibung von Zuständen hergenommen, wohingegen bei Ereignissen auch hier das Perfekt überwiegt. Näheres dazu siehe Oberdeutscher Präteritumschwund.
Zum Ausdruck der Vergangenheit wird das Perfekt verwendet; es wird analytisch mit einem der beiden Hilfsverben ham oder sei plus Partizip II gebildet (dazu siehe weiter unten). Dabei werden anhand der Bildungsweise des Partizips II starke und schwache Verben unterschieden; dieses wird mit dem Präfix g- und den Suffixen -n oder -a (starke Verben) bzw. -t (schwache Verben) gebildet. Dabei kann das Präfix bei den Stammanlauten g, b, t, d, k, p, z verschwinden (außer im Südbairischen) und so das Partizip II mit dem Infinitiv zusammenfallen. Eine Auflistung aller starken Verben des Bairischen befindet sich hier.

#### Partizip I
Das Partizip der Gleichzeitigkeit, auch Partizip I oder Partizip Präsens genannt, wird mit dem Suffix -ad (in Österreich eher -ert) gebildet, zum Beispiel:
- drenzad „weinend“
- drågad „tragend“
- (g)schiaglad „schielend; flunkernd“
- (g)spinnad „spinnend“
- stingad „stinkend“
- brennad „brennend“
- blearad „plärrend“
- bliarad „blühend“

Diese Partizipien werden als Adjektive oder adverbiell verwendet – in attributiver Stellung, als Teil eines Nominalprädikats oder halbsententiell. Zur Bildung von Tempora, wie es im Englischen der Fall ist, werden sie in der Regel nicht eingesetzt (vgl. aber nächsten Abschnitt).

#### Partizip II
Alle Klassen schwacher Verben bilden ihr Partizip II auf das Suffix -t oder -d; sie müssen daher nicht weiter unterschieden werden. Das Präfix g- verschwindet ebenso wie bei den starken Verben vor Plosiven (g, b, d, t, k, p) und wird vor Frikativen (s, sch, h …) zu k- verhärtet. Stammwechsel tritt selten auf:
Verben mit frikativem Stammauslaut -f-, -s-, -z- oder -ch- benutzen das Fortissuffix -t-:
- bàssn, bàsst – passen, gepasst
- brotzn, brotzt – prahlen, geprahlt
- browsn, browst – browsen, gebrowst
- butzn, butzt – putzen, geputzt
- dånzn, dånzt – tanzen, getanzt
- dràtzn, dràtzt – piesacken, gepiesackt
- gugazn, gugazt – husten, gehustet
- hoffa, ghofft – hoffen, gehofft
- kocha, kocht – kochen, gekocht
- låcha, glåcht – lachen, gelacht
- måcha, gmåcht – machen, gemacht
- ràffa, gràft – raufen, gerauft
- schwànzn, gschwànzt – schwänzen, geschwänzt
- sîmsn, gsîmst – simsen, gesimst
- soacha, gsoacht – pissen, gepisst
- stèssn, gstèsst – stoßen, gestoßen

Ebenso Verben mit Stammauslaut -gg- oder -bb-:
- båbba, båbbt – kleben, geklebt
- bigga, biggt – kleben, geklebt
- brogga, broggt – pflücken, gepflückt
- jobba/jobbn, jobbt – jobben, gejobbt
- jogga/joggn, joggt – joggen, gejoggt
- jugga, gjuggt – jucken, gejuckt
- schigga, gschiggt – schicken, geschickt
- stegga, gsteggt – stecken, gesteckt
- stobba, gstobbt – stoppen, gestoppt

Bei Verben mit nasalem Stammauslaut -m-, -n- oder -ng- tritt die Lenisvariante -d- auf:
- dràmma, dràmd – träumen, geträumt
- fånga, gfångd – fangen, gefangen
- (g)långa, glångd – reichen, gereicht
- leana, gleant – lernen, gelernt
- måcha, gmåcht – machen, gemacht
- scheina, gscheind – scheinen, geschienen
- woana, gwoand – weinen, geweint
- wona, gwond – wohnen, gewohnt

Kurzverben:
- drân, drâd – drehen, gedreht
- mân, gmâd – mähen, gemäht
- nân, gnâd – nähen, genäht
- sân, gsâd – säen, gesät
- rean, gread – weinen, geweint
- spöin/spuin, gspöid/gspuid – spielen, gespielt
- wân, gwâd – wehen, geweht
- wöin, gwöid – wählen, gewählt
- zoin, zoid – zahlen, gezahlt/bezahlen, bezahlt
- zöin, zöid – zählen, gezählt

Kurzverben mit verstärktem Dentalsuffix -dt-:
- bån, bådt – baden, gebadet
- bèn, bèdt – beten, gebetet

Verben mit Stammauslaut -l- oder unbetontes -i-/-a-:
- biesln, biesld – pissen, gepisst
- driggin, driggid – trocknen, getrocknet
- gàtln, gàtld – gärtnern, gegärtnert
- gràxln, gràxld – klettern, geklettert
- kàmpin, kàmpid – kämmen, gekämmt
- kàtln, kàtld – Karten spielen, Karten gespielt
- schnàxln, gschnàxld – bumsen, gebumst
- wåggin, gwåggid – wackeln, gewackelt
- ziedan, ziedad – zittern, gezittert
- zöitln, zöitld – zelten, gezeltet

Rückumlaut ist im Bairischen, anders als im Deutschen, auch bei folgenden Verben abgebaut:
- brena, brend – brennen, gebrannt
- kena, kend – kennen, gekannt
- rena, grend – rennen, gerannt

Nur bei einem Verb ist er noch vorhanden:
- bringa, bråcht – bringen, gebracht

Bei manchen Verben wird der Stammauslaut fortisiert:
- denga, denkt – denken, gedacht
- schenga, gschenkt – schenken, geschenkt

Außerdem gilt Auslautwechsel bei g- und b-Stämmen:
- frång, gfrågt – fragen, gefragt
- lem, glebt – leben, gelebt
- leng, glegt – legen, gelegt
- sång, gsågt – sagen, gesagt

Ohne Dentalsuffix erscheinen Verben mit Stammauslaut -t-:
- åwatn, gåwat – arbeiten, gearbeitet

Zu den Partizipien der starken Verben, die mit Ablaut und nasalem Suffix gebildet werden, siehe Liste starker Verben (bairische Sprache).
Im Südbairischen gelten zum Teil andere Regeln. Das Präfix ge- ist erhalten (vor Sonoranten als g-). Vor Frikativen wird das Präfix zu k- (ksegn, khåp), vor Plosiven bleibt auch das e erhalten, vor r wird es zu kh- (khred, khråtn).
Eine besondere Veränderung kann bei håm (haben) auftreten: Neben ghåbt (südb. khåp) bildet es auch ghåd.
Die Vergangenheit wird schließlich analytisch, also mit den flektierten Formen eines der beiden Hilfsverben håm oder sei gebildet, wobei der Anteil von Verben, die sei verlangen, gegenüber dem Hoch- und vor allem Norddeutschen höher ist (dazu bald mehr).

#### Aspekt
Wie in den meisten germanischen Sprachen und Dialekten ist die Kategorie Aspekt im Bairischen nicht explizit ausgeprägt. Es gibt jedoch Möglichkeiten, incohative Handlungen auszudrücken, indem das Partizip I in Verbindung mit dem Verb wern („werden“) eingesetzt wird:
- as Haus is brennad worn „das Haus begann zu brennen“
- di Bàm sàn bliarad worn „die Bäume fingen an zu blühen“

In anderen Zusammenhängen, vor allem bei Wettererscheinungen, wird Incohativität mit kema zum + Infinitiv ausgedrückt:
- as kimt zum Wedan „es wird bald ein Gewitter geben“
- as kimt zum Schneim „es wird bald schneien“

## Morphosyntax
Im Bairischen ist der Übergang von der Wortbeugung zum Satzbau (Syntax) oft fließend, weshalb viele Bereiche der Grammatik von der Morphosyntax am besten erfasst werden.

### Präpositionen
Präpositionen können im Bairischen, ebenso wie im Deutschen, mit dem bestimmten Artikel zu einem Wort verschmelzen (vgl. standarddeutsch bei dem = beim, an dem = am, unter den = untern usw.). Allerdings sind im Bairischen weit mehr Präpositionen von diesem Vorgang betroffen als im Deutschen; eine Übersicht:
| Präposition | Dat. Sg. m./n. (-m) | Dat. Sg. f. (-da) | Dat. Pl. (-di)  | Akk. Sg. m. (-n) | Akk. Sg. f., Akk. Pl. (-d) | Akk. Sg. n. (-s) | Standarddeutsch |
| ----------- | ------------------- | ----------------- | --------------- | ---------------- | -------------------------- | ---------------- | --------------- |
| ån          | åm                  | ånda              | åndi            | ån               | ånd                        | åns, ås          | an              |
| af          | afm                 | afda              | afdi            | afn              | afd                        | afs              | auf             |
| fia, foa    | fiam, foam          | fiada, foada      | fiadi, foadi    | fian, foan       | fiad, foad                 | fias, foas       | vor             |
| hinta       | hintam              | hintada           | hintadi         | hintan           | hintad                     | hintas           | hinter          |
| in, a       | im                  | inda, ada         | indi, adi       | in, an           | ind, ad                    | ins, as          | in              |
| iwa         | iwam                | iwada             | iwadi           | iwan             | iwad                       | iwas             | über            |
| unta        | untam               | untada            | untadi          | untan            | untad                      | untas            | unter           |
| nema, newa  | nemam, newam        | nemada, newada    | nemadi, newadi  | neman, newan     | nemad, newad               | nemas, newas     | neben           |
| bei         | beim                | beida             | beidi           | —                | —                          | —                | bei             |
| wenga, wega | wengam, wegam       | wengada, wegada   | wengadi, wegadi | —                | —                          | —                | wegen           |
| zu          | zum, zun            | zuda              | zudi            | —                | —                          | —                | zu              |
| fia         | —                   | —                 | —               | fian             | fiad                       | fias             | für             |
| genga, gega | —                   | —                 | —               | gengan, gegan    | gengad, gegad              | gengas, gegas    | gegen           |
| um          | —                   | —                 | —               | umman            | umd                        | ums              | um              |

Da Präpositionen die Betonung auf das nachfolgende Satzelement lenken, können ihnen nur betonte, niemals unbetonte Personalpronomina folgen.

#### Präpositionsgebrauch
Im Bairischen werden für Ortschaften und Städte erst seit dem Einfluss des Hochdeutschen die Präpositionen „nach“ und „in“ gebraucht; traditionell sagt man jedoch a oder af/auf (= nach) und z’ (= in); so fährt man z. B. auf Daha, wenn man nach Dachau fährt und auf Minga statt „nach München“; anschließend ist man dann z’Minga, nicht „in München“. Ebenso ist man auch z’Wea („in Wien“), z’Strâwing („in Straubing“) oder z’Grâz („in Graz“), gleich wie schwierig die Konsonantenbündelung am Wortanfang auch wird. Daher auch der Scherz, dass alle bairischen Ortsnamen mit z- beginnen!
Bei Feiertagen findet sich je nach Landschaft entweder ebenfalls z’: z’Ostan, z’Weihnachtn; oder auf: auf Ostern, auf Weihnachten; oder unter dem Einfluss der Standardsprache an; niemals würde ein Baier diese Wörter jedoch (wie im nördlichen Standarddeutsch möglich) ohne Präposition zur Zeitangabe verwenden.

#### Konjunktionen
Eine regionale Besonderheit ist die temporale Konjunktion åft, die in großen Teilen des bairischen Sprachgebietes verwendet wird, allerdings tendenziell eher im ländlichen Raum. Sie entspricht etymologisch dem englischen after und bedeutet „nachher, danach“.

#### Präpositionslose Lokalkodierung
In südbairischen Dialekten treten präpositionslose Orts- und Richtungsangaben (Adverbialien) auf. Man geht dementsprechend nicht „in die Kirche“ oder „auf den Markt“, sondern ma gêd Kiacha/Moakt, also ohne Gebrauch irgendeiner Präposition. Die Lokalbedeutung wird durch das Ausbleiben des Artikels markiert, der sonst bei jedem Substantiv obligatorisch ist. Weitere Beispiele: i wohn Knittelfeld, i wår Schul, er geht erste Klasse Schul (vgl. auch lat. Romae in Rom, Romam nach Rom; Hindi Dillî calnâ nach Delhi fahren, statt Dillî ko calnâ).

#### Orts- und Richtungsadverbialien
Das Bairische hat ein komplexes System von Richtungsadverbialien, welche Bezug zur Sprecherperspektive nehmen; ebenso wie im Deutschen muss, je nachdem, ob die Bewegung vom Sprecher weg oder zum Sprecher hin vollzogen wird, die Affixe -hin- (z. B. ein-hin, mundartl. „eini“) bzw. -her- (z. B. ab-her, mundartl. „åwa“ oder „owa“) an das Adverb angefügt werden (im Wienerischen wird das jedoch nicht unterschieden, z. B. auffi und auffa sind zu auffe zusammengefallen). Im Deutschen, wie auch im westlichen Bairischen werden diese Affixe jedoch als Präfixe hin- bzw. her- gebraucht, also dem Adverb vorangestellt. Im östlichen Bairischen ist das Gegenteil der Fall: die Affixe werden als Suffixe eingesetzt, d. h., dem Adverb hinten angefügt. Dabei wird das Suffix -hin zu -i, regional -e abgeschwächt, das Suffix -her zu -a.
Eine vergleichende Übersicht:
| Präposition | vom Sprecher (-i) | Standarddeutsch (hin-) | zum Sprecher (-a) | Standarddeutsch (her-)      |
| ----------- | ----------------- | ---------------------- | ----------------- | --------------------------- |
| å, åb       | åwi               | hinab, hinunter        | åwa               | herab, herunter             |
| å, ån       | åni               | *hinan                 | åna               | heran                       |
| auf/af      | auffi/affi        | hinauf                 | auffa/affa        | herauf                      |
| aus         | aussi             | hinaus                 | aussa             | heraus                      |
| då-         | dåni              | hintan (zur Seite)     | dåna              | *hertan (von der Seite weg) |
| durch       | duachi            | hindurch               | duacha [selten]   | *herdurch                   |
| fia         | fiari             | (nach vorne)           | fiara             | hervor                      |
| hinta       | hintari/hinddre   | (nach hinten)          | hintara/hinddra   | (nach hinten)               |
| zua         | zuari/zu(a)wi     | hinzu                  | zuara/zu(a)wa     | (herbei)                    |
| um          | ummi              | hinüber                | umma              | herüber                     |

Vor allem im nord- und südbairischen Sprachraum gibt es formale und lautliche Abwandlungen dieser Worttypen, so wird in der nordbairischen Oberpfalz auch die Form iwri/a neben ummi/a im Sinne von „hinüber“/„herüber“ verwendet, åwi/a und eini/a erscheinen vielerorts als eichi/a oder oichi/a. Im südbairischen Mundartgebiet werden oftmals die Konsonanten in den Richtungsadverbien fallengelassen.
Im Großteil des bairischen Sprachgebiets werden Richtungsadverbien in der oben beschriebenen Form unter Zuhilfenahme von Suffixen gebildet. Lediglich im westlichen Oberbayern sind die auch im schwäbischen und fränkischen Sprachraum üblichen Verkürzungsformen der hochdeutschen Richtungsadverbien üblich (’nei und ’rei im Sinne von „hinein, herein“ oder ’nüber und ’rüber im Sinne von „hinüber“ und „herüber“). Diese Variante wird westlich einer gedachten Linie verwendet, die etwa von Kelheim über Freising und Dachau nach Starnberg und weiter südwestwärts in Richtung Benediktbeuern und Ettal verläuft. München liegt in einem Übergangsgebiet, in dem beide Formen parallel verwendet werden.

### Klitisierung der Personalpronomina im Bairischen
Im Bairischen hat ein Prozess stattgefunden, der in der Sprachwissenschaft Klitisierung heißt. Speziell für das Bairische ist hier die Anlehnung eines oder mehrerer Personalpronomina unter anderem an das konjugierte Verb gemeint. Sie ergibt sich, wenn eine Pronominalform hinter dem Verb steht anstatt am Satzanfang:
| Verb-Zweitstellung | Verb-Erststellung |
| ------------------ | ----------------- |
| wir tun            | tun wir?          |
| mia dean           | dean mia?         |

Ist das Personalpronomen unbetont, so kann es auch lautlich reduziert werden. So ergibt eben genanntes mia „wir“ -ma, aber auch dia „dir“ -da, sie oftmals -s, eß „ihr“ ebenfalls -s, und so weiter. Von der Abschwächung mia zu -ma in diesem Beispiel ist es nur ein kleiner Schritt zur Kontraktion von Verbendung -n und Anlaut des Personalpronomens m-:
| betontes Subjekt | unbetontes Subjekt |
| ---------------- | ------------------ |
| dean mia?        | dean ma? > deama?  |

Dies ist auch der Grund, weshalb das Pronomen der 1. Person Plural im Bairischen auf m- anlautet: die mittelhochdeutsche Verbendung -n und der Anlaut des Personalpronomens wir sind zum m verschmolzen (ebenso im Schwäbischen). Dieses m wurde anschließend von den Sprechern nicht länger als Verbendung, sondern als Anlaut des Personalpronomens analysiert, daher heißt der Wahlspruch der Niederbayern: „mia hàmma mia!“ und nicht „wir sind wir!“. Allerdings ist das auf m- anlautende Personalpronomen für die 1. Person Plural fast allen hochdeutschen Dialekten gemein und insofern keine bairische Besonderheit; es tritt auch im Alemannischen, im Fränkischen, im Pfälzischen und im Thüringischen auf.
Das obige Beispiel erläutert das Phänomen anhand der 1. Person Plural im Nominativ. Allerdings werden auch andere Personen und Kasus klitisiert. Die folgenden Beispiele sollen dies illustrieren.
| Hochdeutsch                                    | Bairisch          |
| ---------------------------------------------- | ----------------- |
| Ich mag sie.                                   | I måg-s.          |
| Dann hört er sie.                              | Dånn heat-a-s.    |
| Dann gibt er es mir. od.: Dann gibt er mir es. | Dånn gibt-a-ma-s. |

Anmerkung: Die klitisierten Personalpronomen wurden durch Bindestriche getrennt.
Im ersten Beispiel wird das direkte Objekt (Akkusativobjekt) klitisiert, während im zweiten Subjekt und Akkusativobjekt sich an das Verb anlehnen. Im dritten Beispiel schließlich gehen sogar Subjekt, Akkusativ- und Dativobjekt eine Verbindung mit dem Verb ein. Dabei ist zu beachten, dass die Abfolge von klitisiertem Dativ- und Akkusativobjekt im Bairischen mitunter von der Abfolge der Pronomina im Standarddeutschen abweichen kann.
Aber nicht nur Verben können als Basis der Klitisierung dienen, sondern auch nebensatzeinleitende Konjunktionen. So heißt es zum Beispiel:
| Hochdeutsch           | Bairisch          |
| --------------------- | ----------------- |
| Ob sie geht?          | Ob-s geht?        |
| Weil sie ihn mag.     | Wai-s-n måg.      |
| Dass er ihn dir gibt. | Dass-a-da-n gibt. |

Wenn ein Personalpronomen klitisiert wurde, dann darf die Vollform desselben normalerweise nicht mehr im gleichen (Teil-)Satz vorkommen. Ein standardsprachlicher Satz wie Sie schläft kann nur Sie schlåft, als Fragesatz Schlåft-s? realisiert werden, niemals aber *Sie schlåft-s.
Einen Sonderfall bilden aber die Nominativ-Formen der 2. Person Singular, in einem großen Teil des Bairischen auch der 2. Person Plural, sowie in Teilen Bayerns, in Südböhmen und in Teilen Kärntens auch der 1. Person Plural. Hier geschieht eine Verdopplung, und die ehemaligen Klitika haben sich den Status einer Flexionsendung angenähert.
Das du der 2. Person Singular wurde schon im Althochdeutschen durch inverse Satzstellung an die ursprüngliche Endung -s angefügt, woraus sich die heute auch standardsprachliche Endung -st ergab.
| Verbzweit-Satz (ahd.)  | Verberst-Satz (ahd.) | Übersetzung |
| ---------------------- | -------------------- | ----------- |
| du nimis (> du nimist) | nimis du > nimist du | Du nimmst.  |

Ähnliches gilt im Bairischen für die 2. Person Plural, wo das Pronomen eß an die ursprüngliche Endung -t beim Verb trat und so die Endung -ts bildete, die heute bei allen Verben in der 2. Person Plural in großen Teilen des bairischen Dialektraumes obligatorisch ist.
| Verbzweit-Satz       | Verberst-Satz     |
| -------------------- | ----------------- |
| ihr tut              | tut ihr?          |
| eß deat (> eß deats) | deat eß? > deats? |

Dieser Vorgang trifft auch auf die 1. Person Plural zu, wenngleich hier das -ma nicht in allen Dialekten des Bairischen zu einer Flexionsendung wurde. Zudem gibt es in manchen Dialekten, wo dies der Fall ist, zusätzliche Beschränkungen (siehe dazu auch unten).
Die Besonderheit ist nun, dass in Fällen, wo die Pronomina der 2. Person Singular und Plural, sowie (eingeschränkt) der 1. Person Plural im Nominativ bereits „klitisiert“ wurden, die volltonigen Formen im gleichen (Teil-)Satz auftreten dürfen (aber nicht müssen). (Dieses Phänomen heißt auch „Klitik-Verdopplung“ und tritt in verschiedenen Sprachen im Zusammenhang mit Klitisierung auf, z. B. regelmäßig im Spanischen).
|                    | Beispielsatz           | Übersetzung                  |
| ------------------ | ---------------------- | ---------------------------- |
| 2. Person Singular | Du schlåfst haid.      | Du schläfst heute.           |
| 2. Person Plural   | Eß schlåfts haid â no. | Ihr schlaft heute auch noch. |
| 1. Person Plural   | Mia schlåfma.          | Wir schlafen.                |

Im Verberst-Satz:
|                    | Beispielsatz           | Übersetzung            |
| ------------------ | ---------------------- | ---------------------- |
| 2. Person Singular | Gehst (du) haid essn?  | Gehst du heute essen?  |
| 2. Person Plural   | Gehts (eß) haid essn?  | Geht ihr heute essen?  |
| 1. Person Plural   | Gemma (mia) haid essn? | Gehen wir heute essen? |

Eben Gesagtes gilt entsprechend auch für die Nebensatzeinleiter.
|                    | Beispielsatz                                  | Standarddeutsch                                        |
| ------------------ | --------------------------------------------- | ------------------------------------------------------ |
| 2. Person Singular | I frag di, obst du heid nu epps duast.        | Ich frage dich, ob du heute noch was unternimmst.      |
| 2. Person Singular | I frag enk, obs/obts eß heid â nu epps deats. | Ich frage euch, ob ihr heute auch noch was unternehmt. |
| 1. Person Plural   | Mia wissma ned, obma mia heid nu epps dean.   | Wir wissen nicht, ob wir heute noch was unternehmen.   |

Hinweis: Der Dialekt, aus dem das Beispiel zur 1. Person Plural stammt, illustriert die oben kurz angesprochene Problematik, dass das -ma in Dialekten, wo es üblicherweise als Flexionsendung auftritt, auch noch Ausnahmen haben kann (dean, nicht deamma im Nebensatz). In Teilen Kärntens, wo das Phänomen des flexivischen -ma auch zu finden ist, wäre der Beispielsatz unter Umständen auch grammatisch, würde statt dean deamma im Nebensatz stehen.

## Syntax

### Wortstellung
In folgenden Konstruktionen unterscheidet sich die Wortstellung von der in der Standardsprache:
- Sätze mit Initialstellung des Verbs (Emphase oder Antwort, zum Beispiel kumm i glei als Antwort auf wann kummst z’uns);
- Ausrufe mit nachgestellten Adjektiven (bei Betonung, zum Beispiel Hund, vàreckdà!; da Månn, da ålte);
- Reihenfolge der Verben im zusammengesetzten Prädikat (nur im Basilekt, zum Beispiel er håt miassn aufstehn).

Regional können auch andere Abweichungen vorkommen.

### Verbrektion
Manche Verben des Bairischen zeigen ein Muster der Kasusrektion, die im Standarddeutschen zwar bei manchen Empfindungsverben auch vorkommt, aber veraltet ist, z. B. diaschtn („dürsten“), dràmma („träumen“) und rein („bereuen“). Ein Nominativ-Subjekt ist dann nicht vorhanden:
| mi diascht        | mich dürstet = ich habe Durst                      |
| di dràmt schlecht | du träumst schlecht (vgl.: „mir träumte, dass...“) |
| des reid eam      | das reut ihn = das bereut er                       |

### Prädikative Adjektive
Im Bairischen werden, anders als im Standarddeutschen, Adjektive in prädikativer Funktion, genauer gesagt freie Prädikativa, mit einer Endung versehen. Dazu dient das invariable Suffix -a bzw. -e; es handelt sich dabei um erstarrte Nom. Sg.-Formen (maskulin bzw. feminin). Solche Adjektive können auf Subjekt wie auch Objekt bezogen sein. Beispiele:
Des schmeggt koida (koid'e') bessa. – Das schmeckt kalt besser.

Fast hèttn’s’n lewada (lewad'e') eigråm. – Fast hätten sie ihn lebendig eingegraben.

### Ersatzformen
Im Dialekt werden gewisse Infinitivkonstruktionen (Subjekts- und Objektssätze, AcI) vermieden und durch Nebensätze mit einem finiten Verb ersetzt, zum Beispiel:
- schwar iss, dåss ma heit a Årbeit fint (es ist schwer, heute Arbeit zu finden)
- bin ned gwohnt, dass i friah aufstäh (ich bin es nicht gewöhnt, früh aufzustehen)

Ähnlich werden auch attributive Partizipialphrasen vermieden, zum Beispiel:
- de Kinder, de wås/wo laffa (die laufenden Kinder)

Eingeschränkt werden Partizipien adverbiell verwendet, zum Beispiel:
- sitzndà bin i eingschlåfm

### Verneinung
Ein Bereich, in dem das Bairische sehr kreativ ist, ist die Verneinung, da es die sogenannte doppelte Verneinung gibt, welche mitnichten eine Litotes darstellt.
Beispiel: In da Ståd huift koana neamdm nêda; dåß a-r-eam amoi a bißl wås z’eßn gâbat, wenn dear amoi koa Göid nêd håt, åba nâ: Då gibt’s koane freindlichn Menschn nimma, då gibt nia koana nix. (In der Stadt hilft keiner; er könnte ihm doch einmal ein wenig zu essen geben, wenn derjenige einmal kein Geld hat, aber nein: Da gibt es keine freundlichen Menschen mehr, da gibt nie jemand etwas. wörtlich: In der Stadt hilft keiner niemandem nicht; dass er ihm einmal ein bisschen was zu essen gäbe, wenn der einmal kein Geld nicht hat, aber nein: Da gibt es keine freundlichen Menschen nicht mehr, da gibt nie keiner nichts.)
Dieser Satz, obwohl zugegebenermaßen konstruiert, könnte also durchaus so ausgesprochen werden. Jedoch kann man genauso gut auch folgenden bairischen Satz aussprechen: In da Ståd huift da koana; dåßd a-r-eppa amoi a bißl wås z’eßn gâbat, wenn dear amoi koa Göid håt, åba nâ: Freindliche Menschen gibt’s då nimmer, då gibt nia oana wås. (gleichbedeutend).
Festzuhalten bleibt bloß: Ein Baier kann einen Satz einmal oder mehrmals verneinen, der Sinn bleibt im Allgemeinen der gleiche (Ausnahmen weiter unten).
Folgende Wörter werden zur Verneinung verwendet:
| bairisch                     | standarddeutsch            | Verwendung                  |
| ---------------------------- | -------------------------- | --------------------------- |
| ned, neda                    | nicht                      | allgemeines Verneinungswort |
| nia                          | nie(mals)                  | verneint Zeitangaben        |
| nimma, neama                 | nicht mehr, nicht: *nimmer | drückt Veränderung aus      |
| nix, nixe                    | nichts                     | verneint Sachen             |
| niangdwo, niagadwo           | nirgendwo                  | verneint Ortsangaben        |
| niagads, nindaschd           | nirgends                   | verneint Ortsangaben        |
| koa [flektiert]              | kein                       | verneint Substantive        |
| koana (nur im Nom.!)         | keiner                     | verneint Personen           |
| neamad(s), neamde, neamd     | niemand                    | verneint Personen           |
| (Dat. neamdm*, Akk. neamdn*) |                            |                             |

*  neamdm und neamdn sind von der Aussprache her nicht zu unterscheiden ([nεam’m]).

### Ausfall von „es“ in unpersönlichen Sätzen
Das formale Subjekt es wird oft elidiert, z. B. er is da größte Docker, wo gib(t). Vor allem im gemischtsprachigen Kärntner Unterland gibt es unter slowenischem Einfluss das formale Subjekt gar nicht, z. B. Regnet (Es regnet).

## Höflichkeit
Das Bairische verfügt über deutlich mehr Ausdrucksmittel zur Differenzierung von Höflichkeit, als sie das Hochdeutsche bietet. So existieren für viele Modalpartikeln, die in der alltäglichen Sprache eine wichtige Rolle spielen, je zwei Versionen – eine für Leute, die man duzt, und eine für solche, die man siezt (wobei man sich auf dem Dorf oft ohnehin duzt, gesiezt wird vor allem in den Städten). Eine kurze Übersicht über die wichtigsten Partikeln:
| familiäre Form (Duzform) | distinkte Form (Siezform)                        | Entsprechung im Standarddeutschen |
| ------------------------ | ------------------------------------------------ | --------------------------------- |
| hà?                      | hàns?                                            | wie bitte?                        |
| gäi, göi?                | gengans?                                         | nicht wahr?                       |
| biddsche!                | biddschen, bidd Eana schee!                      | bitte schön!                      |
| märci! / dangsche!       | dangschen / dang Eana schee, Vagoids (Eana) god! | danke schön!                      |

Auch die nachfolgenden Grußformeln, die zur Lexik gehören, sind Ausdruck dieses vielschichtigen Höflichkeitssystems.

## Lexik
Ein Überblick über die wichtigsten Wortfelder und Möglichkeiten der Wortbildung:

### Grußformeln
Das wichtigste Kapitel beim Erlernen einer Sprache sind natürlich Gruß- und Anredeformen. Ein Überblick über die wichtigsten:
| Bairisch                               | (Verwendung)                                                                      | Entsprechung im Standarddeutschen                                                    | wörtlicher Übertrag                                                                            |
| -------------------------------------- | --------------------------------------------------------------------------------- | ------------------------------------------------------------------------------------ | ---------------------------------------------------------------------------------------------- |
| Servus!                                | (familiär; Begrüßung/Verabschiedung)                                              | Hallo/Grüß Dich! (stets duzend)                                                      | „servus!“ (auch in Standarddeutsch üblich, aus dem Lateinischen servus = (Ihr) Diener, Sklave) |
| (Hawe-)dere!                           | (formal bis familiär; Begrüßung/Verabschiedung; veraltet auch: formal; Begrüßung) | keine                                                                                | „(Ich) habe die Ehre!“                                                                         |
| Griaß di (God)!                        | (familiär; Begrüßung)                                                             | Grüß dich!                                                                           | „(Es) segne dich (Gott)!“                                                                      |
| Griaß enk/eich (God)!                  | (familiär; Begrüßung)                                                             | Grüß euch!                                                                           | „(Es) segne euch (Gott)!“                                                                      |
| Griaß Eana (God)!                      | (formal; Begrüßung)                                                               | Guten Tag, Grüß Gott                                                                 | „(Es) segne Sie (Gott)!“                                                                       |
| Griaß God!                             | (formal; Begrüßung)                                                               | Guten Tag, Grüß Gott                                                                 | „(Es) segne (Sie) Gott!“                                                                       |
| Pfiaddi (God)!                         | (familiär; Verabschiedung)                                                        | Auf Wiedersehen!                                                                     | „(Es) behüte dich (Gott)!“                                                                     |
| Pfiat enk/eich (God)!                  | (familiär; Verabschiedung)                                                        | Auf Wiedersehen! (zu mehr als einer Person)                                          | „(Es) behüte euch (Gott)!“                                                                     |
| Pfiat Eana (God)!                      | (formal; Verabschiedung)                                                          | Auf Wiedersehen!                                                                     | „(Es) behüte Sie (Gott)!“                                                                      |
| Pfia God!                              | (formal; Verabschiedung)                                                          | Auf Wiedersehen!                                                                     | „(Es) behüte (Sie) Gott!“                                                                      |
| (Af) Widaschaung!                      | (formal; Verabschiedung)                                                          | Auf Wiedersehen!                                                                     | „Auf Wiederschauen!“                                                                           |
| Bà-bà! – mit Betonung auf der 2. Silbe | (herzlich-familiär; Verabschiedung)                                               | Auf Wiedersehen! (zu einer oder mehreren Personen) (mehr in Österreich gebräuchlich) | (Grüße an den) Papa                                                                            |
| Gua(d) Moang!                          | (formal; Frühstücksgruß)                                                          | Guten Morgen!                                                                        | dto.                                                                                           |
| Moang!/Moing!                          | (familiär; Frühstücksgruß)                                                        | (Guten) Morgen!                                                                      | dto.                                                                                           |
| Guan’Åmd!                              | (formal; Abendgruß)                                                               | Guten Abend!                                                                         | dto.                                                                                           |
| Guade Nåcht/guad’ Nacht!               | (familiär und formal; Verabschiedung zur Nacht)                                   | Gute Nacht (zu einer Person)                                                         | dto.                                                                                           |
| Guad enk/eich Nåcht!                   | (familiär; Verabschiedung zur Nacht)                                              | Gute Nacht! (zu mehr als einer Person)                                               | „Gut euch Nacht!“                                                                              |
| An Guadn!                              | (familiär und formal; Mahlzeitgruß)                                               | Guten Appetit!                                                                       | „Einen Guten (Appetit)!“                                                                       |
| Moizeid!                               | (familiär und formal, Begrüßung, Mahlzeitgruß)                                    | guten Mittag!                                                                        | „Mahlzeit!“                                                                                    |

Entgegen vielen Vorurteilen über die bairische Frömmigkeit zeigt der reiche Fundus an Grußformeln, dass es in Baiern durchaus möglich ist, das Wort God „Gott“ im Umgang mit anderen Zeitgenossen zu vermeiden, wenn es dem eigenen Glauben zuwiderläuft. Das große Repertoire verschiedener Grußformeln führen Sprachwissenschaftler auch als Grund dafür an, dass sich im bairischen Sprachraum das Wort „Tschüss“ bislang nicht richtig durchsetzen konnte. Es gebe einfach keine Lücke, die diese Grußformel geeignet ausfüllen könnte.

### Spezifisches Vokabular
Um den regionalen Unterschieden gerecht zu werden, werden manche Wörter gesondert gekennzeichnet:

A Österreichischer Wortschatz (vor allem Donau-Österreich)

B Altbairischer Wortschatz (Ober- und Niederbayern, evtl. Oberpfalz)

H Burgenländischer Wortschatz (Hianzisch)

K Kärntner Wortschatz (Kärntnerisch)

S Steirischer Wortschatz

T Tiroler Wortschatz

W Wiener Wortschatz (Wienerisch)

#### Substantive
Viele Berufsbezeichnungen teilt das Bairische mit anderen süddeutschen Dialekten, z. B. Metzger (in Österreich Metzker) „Fleischer“, Schreiner „Tischler“, Spàngler „Schlosser“ – einige davon gehen stark zurück, so wird z. B. der bairische Beck oft durch das norddeutsche „Bäcker“ ersetzt; andere Berufsbezeichnungen wie der Zeidler, standarddeutsch „Imker“, und der Hafner, standarddeutsch „Töpfer“, verschwinden mit dem Handwerk selbst immer mehr. Speziell österreichische Ausdrücke wie Sàndler für „Obdachloser“ oder Striezi für „Zuhälter“ halten sich besser.
Die bairische Umgangssprache zeichnet sich oft durch eine Vielfalt an Begriffen für ein und dasselbe Bezeichnete im Standarddeutschen aus; dabei wird dieser Reichtum von Nicht-Baiern oft als derb wahrgenommen, und nicht so sehr als poetisch – der „Mund“ kann beispielsweise als Mund (neutral), Mei (= Maul, umgs., aber nicht negativ), Goschn (frech) oder Goschal (liebevoll), Bàbbn (ebenso frech), Lêtschn (abwertend) oder Fotzn (beleidigend) bezeichnet werden.
Spezieller Kleidungswortschatz betrifft die Joppn („Jacke“) und das Pfoidl oder Pfoadl („Hemd“, aber auch Hemad) u. v. m.; „Kleidung“ generell wird als Gwand bezeichnet. Das Wort Dirndl bezeichnet nicht nur das entsprechende Kleidungsstück, sondern ist auch zur Bezeichnung für „Mädchen“ in Altbaiern üblich, während in Österreich hier das Wort Mâdl überwiegt. Jungen heißen allgemein Buam (Sg. Bua), in Österreich auch Burschn, Beaschn, in Kärnten und der Steiermark auch Ledda (Sg. Lodda).
Auch im Bereich der Fauna gibt es speziell bairische Wörter, z. B. Giggal (m) für „Hahn“, Bibbal (n) auch Ziwarl (n) für „Küken“, Heiß(al) oder Heinß(al) für „junges Pferd, Fohlen“, Goaß für „Ziege“ (bzw. „Geiß“, ein im Hochdeutschen veralteter, in den süddeutschen Dialekten in der jeweiligen Form aber noch sehr verbreiteter Begriff), Hebbal für „junge Ziege“, Får(n) für „Jungstier, Stierkalb“, Böichn (f, ahd. belihha) für „Blässhuhn“, Imp (m) oder Impn (f) für „Biene“, Oachkàtzl für „Eichhörnchen“, Brotz (m; lat. Lehnwort) für „Kröte“, Håtz für „Eichelhäher“ usw.
Zum speziellen Vokabular im Bereich Lebensmittel siehe Bairisch-österreichischer Küchenwortschatz.

#### Verben
| Bairisch                 | Standarddeutsch                 | Bairisch                   | Standarddeutsch                 |
| ------------------------ | ------------------------------- | -------------------------- | ------------------------------- |
| ådaun                    | anstoßen                        | loana                      | lehnen                          |
| åglånga                  | anfassen, berühren              | loatn                      | lenken, steuern                 |
| si åwiduan               | sich grämen                     | luang                      | schauen, spähen                 |
| åzipfna                  | nerven, belästigen              | lusn                       | horchen, zuhören                |
| båbba                    | kleben                          | meamin                     | meckern, murren                 |
| bân                      | rösten [Brot]                   | mosan                      | nörgeln, meckern                |
| båtzn                    | kleckern                        | mugazn W                   | leise/heimlich schimpfen        |
| baun                     | pflügen                         | odln                       | jauchen (düngen mit Jauche)     |
| si bâzn                  | sich aalen                      | papriziern A               | mit Paprika würzen              |
| beaschn                  | raufen                          | pariern                    | gehorchen                       |
| benzn                    | flehen; schelten                | pfigazn W                  | pfeifen                         |
| biesln                   | pinkeln                         | pfugazn W                  | kichern                         |
| bigga                    | kleben                          | pressiern                  | eilen                           |
| blånga + Akk + af        | gelüsten + Akk + nach           | râtschn                    | schwätzen, plaudern             |
| böiffan                  | ausschelten                     | raunzn                     | nörgeln, jammern                |
| brogga                   | pflücken                        | rean                       | weinen, heulen                  |
| brunzn                   | pissen                          | recha                      | rechen, harken                  |
| dabågga                  | aushalten, verkraften           | roasn                      | reisen                          |
| dàchin                   | klauen                          | sâbln, sâwin               | rennen                          |
| daduan                   | umbringen                       | sàndln                     | herumlungern, nichts tun        |
| daugn                    | gefallen, wohltun               | schåffa + Dat              | anordnen, befehlen              |
| deftn                    | niedermachen, demütigen         | schaun(g)                  | gucken                          |
| dinkn + Akk              | scheinen („dünken“) + Dat       | scheim                     | schieben, stoßen, kegeln        |
| drân                     | drehen                          | schepfn A                  | arbeiten                        |
| dràtzn                   | ärgern, belästigen              | schiagln, schiang          | schielen; petzen, flunkern      |
| dreim (stV: driem)       | tun, machen                     | schliaffa (stV: gschloffa) | wetzen, schleichen              |
| drenzn                   | weinen                          | schloaffa                  | schleppen                       |
| driggin                  | trocknen                        | schmàtzn                   | reden, plaudern                 |
| si dummin                | sich beeilen                    | schmutzn                   | lächeln                         |
| si eiweimberln           | sich einschmeicheln             | schnaufa                   | atmen                           |
| eiwoagga                 | einweichen                      | schnàxln B                 | vögeln                          |
| faschiern A              | durch den Fleischwolf drehen    | schneim (stV: gschniem)    | schneien                        |
| feanzn                   | verspotten, verhöhnen           | schnoatn                   | schnippeln, kleinschneiden      |
| fechtln                  | betteln                         | schoasn                    | furzen                          |
| fein                     | faulen, verrotten               | schupfa                    | sanft werfen, schubsen          |
| (si) fein                | fehlen, falschlaufen            | sekkiern A                 | nerven, belästigen              |
| fexn                     | ernten                          | sempan                     | nörgeln, klagen                 |
| fiesln                   | abnagen                         | siedn (stV: gsottn)        | brühen, kochen [Kaffee]         |
| flâdan A                 | klauen                          | soacha                     | pinkeln, pissen                 |
| si frettn                | sich abmühen                    | söicha                     | räuchern                        |
| friasn, froisn           | frieren                         | spåna                      | begreifen                       |
| fuxn                     | klauen; nicht glattgehen        | speachn S                  | spähen                          |
| gein                     | loben, prahlen                  | speanzln                   | liebäugeln, flirten             |
| si gfrein                | sich freuen                     | speim (stV: gspiem)        | kotzen                          |
| gleschn                  | Ohrfeige verpassen              | sprâgln                    | spalten                         |
| gletzln                  | schaben, kratzen                | stèssn (swV: gstèsst)      | stoßen                          |
| gliam, gloim (stV: glom) | spalten, hacken [Holz]          | stigga                     | reizen, interessieren           |
| gneißn                   | bemerken; begreifen             | strân                      | streuen                         |
| gnotzn                   | lungern, lümmeln; tief schlafen | strawànzn                  | vagabundieren                   |
| grain                    | kratzen                         | stroaffa (stV: gstroffa)   | streifen                        |
| gràmpfen                 | stehlen                         | sudan A                    | meckern, jammern                |
| gråsn                    | jäten                           | tachiniern A               | faulenzen; blaumachen, schwänzn |
| gràttln                  | umständlich herumtun            | tschentschn                | meckern, nörgeln                |
| grâwin                   | schimmeln                       | úråssn                     | verschwenden, –geuden           |
| gràxln                   | klettern                        | wâchin, wàchln             | flattern; fächeln               |
| griang                   | bekommen                        | wâtschn                    | ohrfeigen                       |
| gugazn W                 | husten, hüsteln                 | weizn                      | spuken                          |
| hàckln A                 | arbeiten                        | woing                      | walzen                          |
| hàtschn                  | hinken; trotten                 | wualn                      | wimmeln                         |
| hudln                    | hasten, hetzen                  | zân                        | zehren; zerren                  |
| hupfa                    | springen                        | zàxln                      | ziehen, zerren                  |
| hunzn                    | ärgern, nerven                  | zumpan                     | drängeln                        |
| kean                     | kehren, fegen                   | zuzln                      | saugen                          |
| kewin, kebbln            | kebbeln, keifen                 | zwigga                     | kneifen; Fahrschein entwerten   |
| leitn (stV: glittn)      | schellen, läuten, klingeln      |                            |                                 |

#### Adjektive
Das produktivste Suffix zur Bildung von Adjektiven ist -ad; es geht entweder auf das Suffix -ert zurück, oder auf das Suffix -end, welches eigentlich zur Bildung des Partizip Präsens verwendet wird (siehe dort; beide Suffixe sind im Bairischen lautlich zusammengefallen).
Stammendungen in Klammern (meist -g oder -ch) werden nur gesprochen, wenn das Adjektiv flektiert wird und dadurch eine vokalische Endung erhält.
| Bairisch       | Standarddeutsch       | Bairisch        | Standarddeutsch                                  |
| -------------- | --------------------- | --------------- | ------------------------------------------------ |
| ågfressn       | beleidigt             | gschleggad      | schleimig [bei Personen]                         |
| åper           | schneefrei            | gschmeidi(g) A  | toll                                             |
| ausgschàmmt    | unverschämt           | gschmoaßn       | schlank                                          |
| ausgstocha     | wählerisch            | gschnåbbad      | frech, schnippisch                               |
| båbbad         | klebrig               | gschodad        | unfrisiert, zerzaust                             |
| båcha A        | kitschig; schwul      | gsöicht         | geräuchert                                       |
| båmpad         | unwirsch, schroff     | gspàssi(g)      | lustig                                           |
| båtschad       | tollpatschig          | gstingad        | stinkend                                         |
| biggad         | klebrig               | gstumpad        | stumpf, stummlig                                 |
| blåddad        | glatzköpfig           | gumpad          | unruhig, nervös                                  |
| aufblâd        | aufgedunsen; dick     | gwåmpad         | bauchig, beleibt                                 |
| bloßhàxad      | barfüßig              | hai, hâl        | glatt [bei Eis]                                  |
| bumbalgsund    | kerngesund            | haudi(g)        | erschöpft                                        |
| dàmmisch       | verwirrt, benommen    | hànti(g)        | bitter [bei Kaffee]                              |
| dàntschi(g)    | niedlich, liebreizend | hâtschad        | schwerfällig                                     |
| dearisch A     | taub, schwerhörig     | hieni(g)(hie)   | kaputt; tot [ugs]                                |
| dèbbad         | dämlich               | hintafotzi(g)   | hinterhältig                                     |
| doarad B       | taub, schwerhörig     | hoaglad         | wählerisch                                       |
| doiggad        | täppisch              | hoibschâri(g)   | halbherzig                                       |
| drâmhàbbad     | verschlafen           | kommódt         | bequem                                           |
| dreggad        | schmutzig             | leiwand W       | herrlich, großartig                              |
| drenzad        | weinerlich            | len             | weich                                            |
| drutschad      | einfältig, naiv       | lêtschad        | lasch, schlaff                                   |
| dusi(g)        | diesig, neblig        | liab            | sympathisch, nett                                |
| entrisch       | fremd, seltsam        | lind            | ungesalzen; von weicher bis flüssiger Konsistenz |
| fabàndlt       | liiert                | må(b)           | mürbe                                            |
| fakuid, faköid | erkältet              | nàrrisch        | verrückt                                         |
| fâd            | langweilig            | nei(g), nei(ch) | neu                                              |
| fesch          | hübsch                | neidi(g)        | neidisch oder geizig                             |
| gâch           | jäh                   | pfànzi(g) B     | anmutig                                          |
| gàmsi(g)       | lüstern               | pfundi(g) B     | toll                                             |
| gàmpri(g)      | lüstern               | ràss            | scharf; unfreundlich                             |
| gfleggad       | fleckig               | resch           | knusprig; sauer [bei Wein]                       |
| ghoazt/ghàzt A | schwul                | roglad          | zappelig, nervös                                 |
| glumpad        | unbrauchbar, nutzlos  | ruachad         | raffgierig                                       |
| gnâtschi(g)    | niedergeschlagen      | såmft           | sacht                                            |
| goschad        | vorlaut               | schiach         | hässlich                                         |
| graubbad       | unansehnlich          | schleißi(g)     | schäbig; nachlässig                              |
| grànti(g)      | übellaunig; wütend    | sekkant A       | nervig                                           |
| greisli(ch)    | scheußlich            | siari(g)        | geizig                                           |
| griabi(g) B    | angenehm              | soich           | unrein, trübe                                    |
| grindi(g)      | eklig, ekelhaft       | stâd            | leise, still                                     |
| großkopfad     | arrogant              | (g)wågglad      | wackelig                                         |
| großgoschad    | großmäulig            | wèpsad          | unruhig, zappelig, hyperaktiv                    |
| gschàmmi(g)    | schüchtern, verschämt | wualad          | aufgeregt                                        |
| gschead        | fies                  | zâch            | zäh, schwierig                                   |
| gscheggad      | scheckig              | ziagad          | zähflüssig                                       |
| gscheid        | klug                  | zimpfti(g)      | gemütlich                                        |
| gschiaglad     | schielend; verlogen   | zwieda          | unsympathisch                                    |
| gschlåmpad     | unordentlich          |                 |                                                  |

#### Adverbien
Vor allem im Bereich der Tageszeiten ergeben sich einige Unterschiede zum Standarddeutschen:
| Bairisch                  | Standarddeutsch                                                                                 | Bairisch   | Standarddeutsch       |
| ------------------------- | ----------------------------------------------------------------------------------------------- | ---------- | --------------------- |
| af d’Nocht                | abends                                                                                          | iatz(ad)   | jetzt                 |
| agràt B                   | ausgerechnet                                                                                    | in da Frua | morgens               |
| bei da Nocht              | nachts                                                                                          | iwahàps    | überhaupt             |
| oreidig/oraidig           | hässlich, ekelhaft / seltsam, derb                                                              | lei T K    | nur                   |
| bloß, nua, neta OÖ, aglei | nur                                                                                             | leicht     | etwa [Frageadverb]    |
| dau                       | hier                                                                                            | oim/ålm T  | immer                 |
| eh, ê                     | ohnehin; sicher                                                                                 | oiwei      | immer                 |
| fert                      | letztes Jahr                                                                                    | pfeigråd   | unmittelbar, genau    |
| fei                       | Abtönungspartikel, mit der die Aussage dem Gesprächspartner gegenüber hervorgehoben werden soll | pfent      | rasch                 |
| gâch                      | plötzlich, unerwartet                                                                           | pomâli W   | langsam               |
| grod                      | nur; soeben                                                                                     | sauwa      | ziemlich              |
| gscheid                   | tüchtig, ziemlich                                                                               | sàggrisch  | verdammt              |
| gschwind                  | rasch                                                                                           | söitn      | selten; bemerkenswert |
| heia                      | dieses Jahr                                                                                     | úmbàndi(g) | außerordentlich       |
| hait, hålt T              | eben, wohl                                                                                      | zmoast     | meistens              |

#### Uhrzeit
Bei der Angabe der Uhrzeit gibt es einige Gräben auf dem deutschen Sprachgebiet, die nicht unbedingt mit regionalen Dialekten zusammenfallen; dennoch lässt sich das Bairische (zusammen mit anderen oberdeutschen Dialekten) nach dem Präpositionsgebrauch bei Viertelstunden vom Nord- und Mitteldeutschen abgrenzen:
12:15 – bair.: Viertl noch zwöife; nordbairisch und östliches Ostmittelbairisch vornehmlich: viertl oans; westliches Ostmittelbairisch: „vial iwa zwäife“ (viertel über zwölf)
12:30 – bair.: hoibe/a oans
12:45 – bair.: Standard: Dreiviertl oans/Viertl vor oans, selten: Viertl af oans
Vor allem bei vollen Stunden ist es notwendig, das -e bei den Zahlen ab vier nicht zu vergessen:
16:00 – bair.: viare
16:30 – bair.: hoibe/a fümfe
Natürlich gilt im ersten Beispiel fürs Ostmittelbairische, speziell fürs Wienerische, àns statt oans, und für einen Teil des Nordbairischen oins für oans und vejatl für viertl.
Wie im englischen Sprachraum wird in Bayern das 12h-Format verwendet:
14:30 – hoibe drei (am Nammidog) bzw. im Nordbairischen halwer drei (am Nammitoch)

#### Geldeinheiten
Zu Zeiten der D-Mark waren in Altbaiern folgende Münzbezeichnungen üblich:
- Pfenning: 1 Pfennig
- Zwoaring: 2 Pfennig
- Fimfal, Fümfal: 5 Pfennig
- Zehnal, Groschn: 10 Pfennig
- Fuchzgal, Fuggal: 50 Pfennig
- Màg, Màgl, Iggl: 1 Mark
- Zwiggl: 2 Mark
- Dåla, Fimfa, Fümfa: 5 Mark

Die meisten dieser Bezeichnungen wurden auf die entsprechenden Euro-Einheiten übertragen, wobei sich noch das „Zwånzgal“ (in Österreich „Zwànzgal“) für die 20-Cent-Münze dazugesellt hat. Diese Bezeichnung wurde schon zu D-Mark-Zeiten in der Schafkopf-Sprache für den Basistarif 5/20 (Fimfal/Zwånzgal) verwendet.
Die Bezeichnung „Dåla“ (standarddeutsch: Taler) wird allerdings nicht für die Fünf-Euro-Note eingesetzt; auch der „Iggl“ kommt langsam aus der Mode, vom „Màgl“, einem Diminutiv der D-Mark, selbstredend ganz zu schweigen.

#### Wochentage
Die bairischen Wochentagsnamen, welche vom Standarddeutschen etymologisch abweichen (also der Dienstag und der Donnerstag), stammen aus dem Einfluss des Gotischen. Sie sind jedoch stark auf dem Rückzug und werden heute nur noch in ländlichen Gebieten benutzt; vielen Baiern sind sie bereits vollkommen unbekannt:
| Standarddeutsch | Bairisch                      | Erklärung |
| --------------- | ----------------------------- | --- |
| Montag          | Månda/Mondåg                  | althochdeutsch mānatag „Tag des Mondes“, mit bairisch a für o und Schwund des Auslauts -g |
| Dienstag        | Iadda/Ergedåg/Deansdåg/Diada  | oder Ertag, Kurzform von Ergetag, Hybridbildung nach griechisch Árēos (hēmera) „Tag des Kriegsgottes Ares“; vgl. dazu alemannisch Zistig, Zyschtig (germanischer Kriegsgott Ziu)                                                                                                 |
| Mittwoch        | Migga/Mitchtåg/Middwoch/Micha | kontrahierte Form des standarddeutschen Wortes (mit der vereinzelten Lautentwicklung tw > gg), althochdeutsch mittawehha, Lehnübersetzung von kirchenlateinisch media hebdomas ‚der mittlere von sieben (Wochentagen)‘ (vgl. sizilianisch meazeamda, altitalienisch mezza edima) |
| Donnerstag      | Pfinzda/Pfinsdåg/Dunnasdåg    | oder Pfinztag, mittelhochdeutsch phinztac, aus gotisch *paíntē dags, eine Hybridbildung nach griechisch pémptē (hēméra) „fünften Tag“, also der fünfte Wochentag (vom Sonntag ausgehend, vgl. das Wort „Pfingsten“)                                                              |
| Freitag         | Freida/Freidåg                | althochdeutsch frīatag, aus der germanischen Göttin Frīa zusammengesetzt |
| Sonnabend       | Såmsta/Såmståg                | oder Samstag, althochdeutsch sambaztag, Zusammensetzung auf Gotisch *sambatō (gegenüber das gelehrte gotisch sabbatō), aus vulgärgriechisch sámbaton ‚Sabbat‘ entlehnt (vgl. rumänisch sâmbǎtǎ, altfranzösisch sambedi)                                                          |
| Sonntag         | Sunda/Sundåg                  | althochdeutsch sunnūntag „Tag der Sonne“, mit bairisch u für o und Auslautschwund |

#### Namen
Im Bairischen wird der Nachname oft vorangestellt, vor dem Vornamen, z. B. der Huber Franz.
Zu den Vornamen siehe Bairische Namen

### Wortbildung

#### Verbale Präfixe
Es gibt zwei verbale Präfixe, die zwar im Standarddeutschen ein Pendant haben, die im Bairischen aber viel produktiver sind.
da-
da- (< der-) entspricht dem standarddeutschen er-, kommt aber auch mit Verben vor, die in der Hochsprache dieses Präfix nicht haben können. Es bedeutet oft die knappe Bewältigung einer Handlung und wird auch für verschiedene Tötungsarten gebraucht; daher sind Verben mit diesem Präfix stets perfektiv (siehe auch Verbalaspekt).
Beispiele:
- dabågga (< der+packen) „schaffen; aushalten, verkraften“
- si dabårma (< der+barmen) „sich erbarmen“ (gebräuchlicher als im Hdt.)
- daduan (< der+tun) „umbringen“ (scherzhaft)
- daseng (< der+sehen) „(gerade noch) sehen können“
- (si) darenna (< der+rennen) „rennend (gerade noch) erreichen“; [refl.] „sich totfahren“
- si dasàffa (< der+saufen) „sich tottrinken“
- daziang (< der+ziehen) „(gerade noch) ziehen können“

zsåmm-
zsåmm [com-] entspricht dem standarddeutschen zusammen-, es wird jedoch häufiger verwendet als dieses.
Beispiele:
- zsåmmbringa „schaffen“
- zsåmmkema „fertigwerden“
- zsåmmfårn „niederführen; zu Schrott fahren“
- zsåmmdrân „anstellen“
- zsåmmhaun „zerschlagen“
- zsåmmklaum „aufklauben“
- si zsåmmsaffa „austrinken“ („safts eich zsåmm“)

#### Kollektivsubstantive
Kollektivsubstantive werden mitunter mit dem Suffix -àch gebildet, welches sich allerdings auf das Südbairische und das Mittelbairische an der Grenze zu Schwaben beschränkt. Beispiele:
- Erlàch Erlengebüsch
- Gschwistràch Geschwister
- Kindràch Kinder, Kinderschar
- Kreitlàch Kraut
- Standràch Gestein
- Staudàch Stauden, Gebüsch

#### Das Diminutiv
Das Bairische besitzt regional verschiedene Diminutivsuffixe, von denen -l, -e und -al (< -erl) die verbreitetsten sind. Ersteres ist stark lexikalisiert, d. h., es wird oft nicht mehr als Diminutiv verstanden. Das Bairische weist also, ähnlich wie das Niederländische und Alemannische, eine Reihe lexikalisierter Diminutive auf; Beispiele:
- für „Pferd“ verwendet man im Bairischen entweder Rooß oder Pfeadl, beide sind jedoch gleichwertig (d. h., Pfeadl gilt nicht mehr als Diminutiv). Um ein kleines Pferd zu bezeichnen, gebraucht man das Suffix -al: a Pfeaddal. Das Diminutiv Ressl zu Rooß wird eher für die Figur des Springers im Schachspiel verwendet (vgl. dt. Rössel).
- „Haus“ hat zwei verschiedene Diminutivformen: Haisl. mit dem oft, aber nicht immer der Abort (früher außer-, heute auch innerhalb des Hauses) bezeichnet wird („as Scheißhaisl“); Haisal ist dagegen unzweideutig ein kleines Haus.

Allerdings kann auch das Suffix -al seine Diminutivfunktion einbüßen:
- a Såchal ist keine kleine Sache, sondern ein kleines Anwesen.
- a Blàtzal ist wie im Standarddeutschen ein Plätzchen oder ein Keks, kein kleiner Platz (Letzterer hieße im Bairischen Blatzl).
- a Drimmal mag zwar ein kleines Trumm sein, es handelt sich im Standarddeutschen jedoch präziser um einen Hundehaufen.

Bei der Diminutivbildung muss mit Umlauten gerechnet werden; dabei ist der Umlaut å > à obligatorisch (und weiterhin produktiv); andere Umlaute treten nicht immer ein – Beispiele:
- a Gloggn – a Gleggal („eine Glocke, ein Glöcklein“), aber: a Goschn – a Goschal („ein Mund“ (vulgär) – „ein Mündchen“ (Kosewort))
- a Kuacha – a Kiachal („ein Kuchen, ein Küchlein“), aber: a Gurkn – a Gurkal („eine Gurke, ein Gürkchen“)
- a Drumm – a Drimmal („ein Trumm, ein Trümmlein“), aber der Verursacher des Letzteren: a Hund – a Huntal („ein Hund, ein Hündchen“)

Manche Diminutivformen, die auf -al enden, treten auch in der Form -e (mit langem, geschlossenem „e“) auf:
- a Bank – a Bànkal – a Bànge (eine Bank – eine kleine Bank)
- a Kuacha – a Kiachal – Kiache (ein Kuchen – Küchlein)

Endet der Wortstamm auf -n oder auf Nasalvokal, wird ein epenthetisches -d- vor das Diminutivsuffix eingeschoben; dabei wird nasaliertes -n restituiert:
- a Pfånn – a Pfàndl („eine Pfanne – ein Pfännchen“)
- a Stoa – a Stoandl/Stoandal („ein Stein – ein Steinchen“)
- a Må – a Màndal (dabei bezeichnet das Diminutiv keinen kleinen Mann, sondern das Männchen im biologischen Sinne, wie im Deutschen)

Einige Diminutive zeigen Umlaut e > à; sie sind jedoch lexikalisiert, der Umlaut darf daher als unproduktiv gelten:
- a Hefn – a Hàfal („ein Topf – eine (große) Tasse“)
- a Mensch – a Mànschgal („ein Mensch – eine Spielfigur“)
- a Stempn – a Stàmpal („ein Pflock – eine Portion Schnaps“)

Diminutive von Fremdwörtern auf vokalischen Auslaut tilgen diesen teilweise:
- a Auto – a Autal („ein Auto – ein kleines bzw. niedliches Auto“)

Viele Diminutive ohne Grundwort beziehen sich oft auf Menschen, die in irgendeiner Weise bemitleidet werden; sie sind jedoch keine Schimpfwörter, sondern eher Mitleidsbezeugungen:
- a Wàsal („ein armer Mensch“; Grundwort evtl. Wesen oder Waise?)
- a Båtschal („ein unbeholfener, ungeschickter Mensch“)

Es gibt noch weitere Diminutive, deren Grundwörter nicht existieren:
- a Biwal/Bibbal („ein Küken“)
- a Noagal („ein Getränkerest“, meist im Plural gebraucht; etymologisch an „sich neigen“ anschließbar)

Im Landkreis Berchtesgadener Land, Teilen des Salzburger Landes, Salzkammerguts und des Bayerischen Oberlandes sowie auch im Tiroler Unterland und im steirischen Tauerngebiet lautet das Diminutivsuffix meist nicht -(a)l, sondern -ei. Das Hänschen wird beispielsweise so zum Hansei. Murmeltiere heißen in Berchtesgaden Mankei; andere Beispiele: Dirnei für Mädchen, Keschzai für Kerzlein usw.

## Schreibung
Das Bairische wird auch oft verschriftlicht (von Mundartautoren, Musikern).
Hier einige Richtlinien zur Aussprache der im Artikel verwendeten Schreibung:
- Das r nach Vokalen außer a wird vor Konsonant in der Regel zu hellem à. Es gibt jedoch auch Baiern, die nach o und u  manchmal ein stark gerolltes r sprechen.
- Das r nach a dagegen wird auch am Wortende und vor Konsonant oft ausgesprochen, und zwar stark gerollt, so stets – auch am Wortende – vor Vokal.
- unbetontes -er wird stets wie helles a, aber kürzer, ausgesprochen.
- Zur Regelung des a und seiner Varianten siehe weiter oben unter Phonologie und in der Diskussion zu diesem Artikel.
- ä und ö werden wie e und ü wie i ausgesprochen.
- äi und öi werden ungefähr wie englisches ai in pain ausgesprochen.
- ei dagegen ist ganz normales standarddeutsches ei. Wenn es nicht standarddeutschem eu entspricht, wird es manchmal leicht in Richtung äi gesprochen.
- g wird vor f, s und sch wie k ausgesprochen; gh wird stets wie k ausgesprochen: ghabt, ghåitn usf. Dies gilt auch für den Joghurt.